# Adolph von Menzel
Pour les articles homonymes, voir Menzel (homonymie).

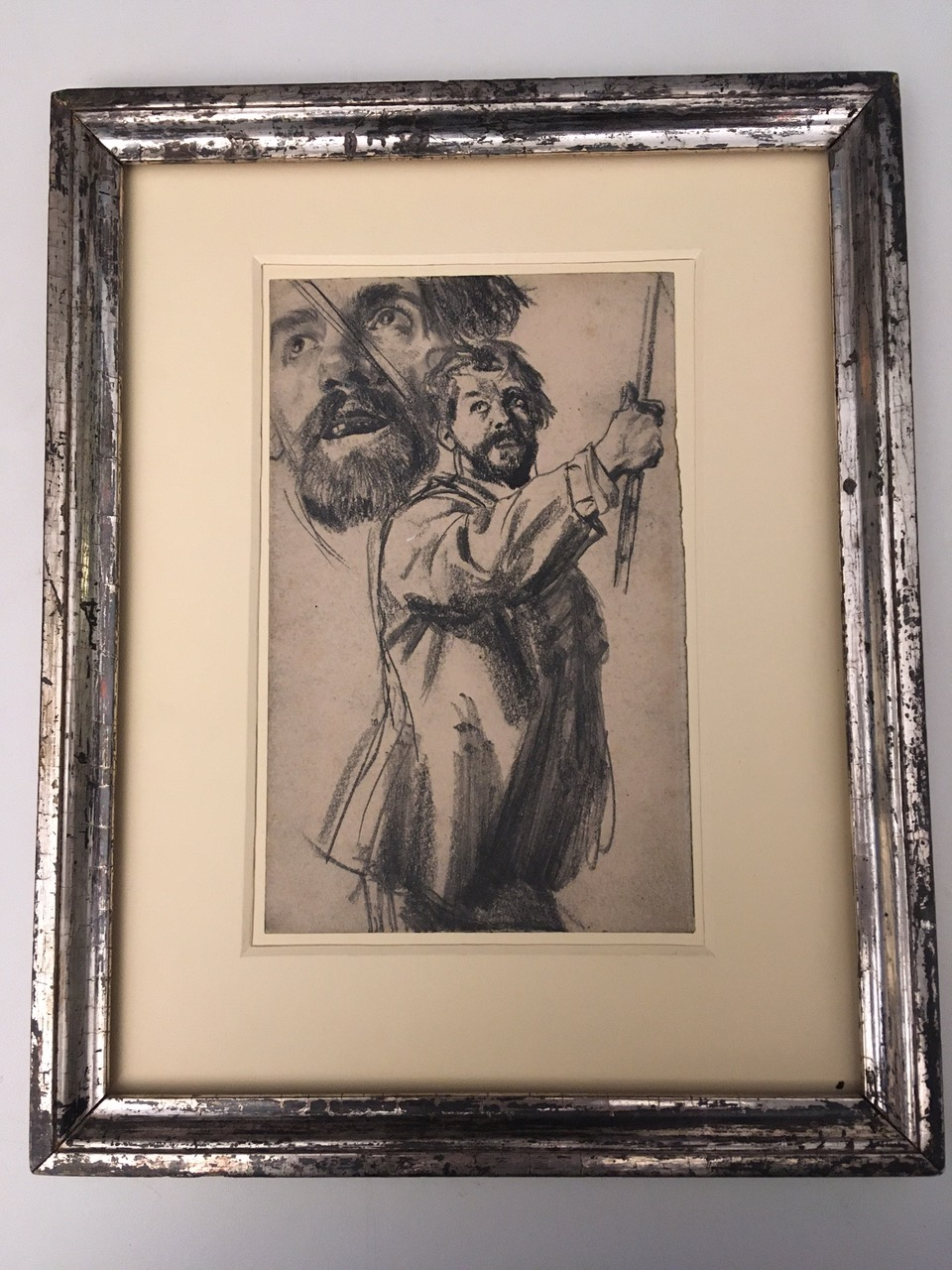
Adolph Von Menzel Etude d'un marchand d'oiseaux à Vérone en Italie. Dessin au fusain sur papier crème. 1883. France, collection Calvé-Cantinotti.

Adolph von Menzel, né à Breslau le 8 décembre 1815, et mort à Berlin le 9 février 1905, est un artiste peintre, graveur et illustrateur prussien. Il est considéré comme le plus important réaliste allemand du XIXe siècle et, avec Caspar David Friedrich, comme l'un des deux peintres allemands les plus éminents du siècle. Son travail est très diversifié. Il était bien connu et très honoré de son vivant, principalement pour ses représentations historiques de la vie de Frédéric II (roi de Prusse) dit Frédéric le Grand : il est l'artiste le plus titré de son époque en Allemagne. D'abord connu sous le nom d'Adolph Menzel, il est anobli en 1898 et change son nom en Adolph von Menzel.
Sa popularité dans son pays natal, due notamment à ses peintures d'histoire, est telle que peu de ses toiles majeures quittent le pays : beaucoup sont rapidement acquises par les musées de Berlin. L'œuvre graphique de Menzel (et surtout ses dessins) est plus largement diffusée ; ceux-ci, ainsi que des peintures informelles non initialement destinées à être exposées, ont largement contribué à sa réputation posthume.
Bien qu'il ait voyagé pour trouver des sujets pour son art, visiter des expositions et rencontrer d'autres artistes, Menzel a passé la majeure partie de sa vie à Berlin et est, malgré de nombreuses amitiés, de son propre aveu, détaché des autres. Il est probable qu'il se sente socialement éloigné pour des raisons physiques uniquement : il a une grosse tête et mesure environ 1,40 m,.

## Biographie

### Carrière

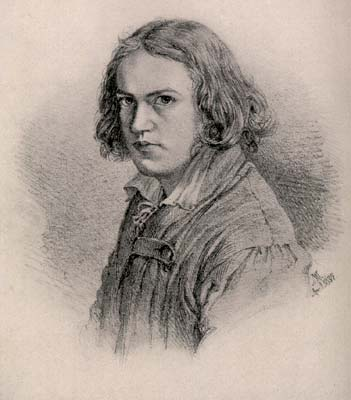
Autoportrait, vers 1835.

Adolph Menzel nait le 8 décembre 1815 de parents prussiens à Breslau, en Silésie prussienne, où son père, Carl Erdmann Menzel, lithographe, dirige une école de filles. Son talent artistique se révèle très tôt. Son père aurait voulu en faire un professeur, mais il ne contrecarre pas son goût pour l'art. Après avoir démissionné de son poste d'enseignant, Menzel père crée un atelier de lithographie en 1818.
En 1830, la famille déménage à Alt-Berlin, la capitale montante de la Prusse ; son père décède deux ans plus tard et Adolph Menzel, qui n'a que 16 ans, doit subvenir aux besoins de la famille (la mère et ses deux jeunes frères et sœurs). Il poursuit l'entreprise de son père. En 1833, il fréquente également l'Académie des arts de Berlin pendant six mois, où il puise dans des moulages en plâtre et des sculptures antiques, mais, déçu, abandonne cette tentative et poursuit dès lors sa formation en autodidacte.
En 1833, Louis Friedrich Sachse, de Berlin, publie son premier travail, un album de lithographies, destiné à illustrer un petit poème de Goethe, Kunstlers Erdenwallen. Il exécuta des lithographies du même genre pour illustrer Denkwürdigkeiten aus der brandenburgisch-preussischen Geschichte (Mémoriaux de l’histoire prussienne du Brandebourg), Les Cinq Sens et La Prière, et également des diplômes pour diverses corporations ou sociétés. Louis Friedrich Sachse apporte une contribution significative à la poursuite de la carrière du jeune artiste.
De 1839 à 1842, il produit environ quatre cents dessins à la plume et à l'encre, reprenant en même temps la technique de gravure sur bois, pour illustrer la Geschichte Friedrichs des Grossen (Histoire de Frédéric le Grand)  de Franz Theodor Kugler. Ces travaux permettent à Menzel d’être considéré comme l’un des premiers, sinon le premier, des illustrateurs de son genre à son époque. Ils marquent un tournant décisif dans sa carrière, le font connaitre à un large public et lui fournissent des contacts importants (dont un à la cour royale prussienne) et d'autres commandes. Ce travail à peine terminé, les gravures sur bois des Œuvres de Frédéric le Grand (1843-1849) suivent. Il réalise par la suite Friedrichs des Grossen Armee in ihrer Uniformirung (Les Uniformes de l'Armée sous Frédéric le Grand), Soldaten Friedrichs des Grossen (Les Soldats de Frédéric le Grand), et finalement, sur l'ordre du roi Frédéric-Guillaume IV, il illustre les œuvres de Frédéric le Grand, Illustrationen zu den Werken Friedrichs des Grossen (1843-1849). L'artiste a une profonde sympathie pour le roi de Prusse. Dans l'une de ses lettres à Johann Jacob Weber, il déclare qu'il a l'intention de représenter le monarque comme un homme à la fois détesté et admiré, c'est-à-dire simplement comme un homme du peuple.
Ses peintures, qui d'abord traitent souvent de sujets historiques et plus tard, de plus en plus de sujets contemporains, deviennent de plus en plus populaires. En 1856, sa représentation de Friedrich et de sa famille à la bataille de Hochkirch est exposée à l'Académie des Arts, et à l'Exposition universelle de 1867 de Paris. Le tableau Rencontre de Frédéric II avec l'empereur Joseph II à Neisse en 1769, peint en 1857 pour une association artistique privée et dont Menzel a lui-même choisi le sujet, reçoit un accueil mitigé pour des raisons esthétiques et politiques. À la demande du roi Guillaume Ier, Menzel réalise de 1862 à 1865 l’image monumentale de son couronnement à Königsberg. Dès lors, il est invité aux fêtes de la cour. La représentation de la bourgeoisie et de la haute bourgeoisie est désormais l'un de ses thèmes.
En 1873, La Table ronde de Frédéric le Grand est achetée par l'État prussien pour la future Alte Nationalgalerie de Berlin. La galerie acquiert par la suite d'autres peintures et dessins de Menzel. En 1885, une exposition Menzel a eu lieu à Paris ; à Berlin, son 70e anniversaire est célébré avec une grande exposition et de nombreux honneurs.
Sa notoriété grandissante s'accompagne d'une ascension sociale et de nombreux honneurs publics. En 1853, Menzel est élu membre de l'académie des arts de Berlin, puis, en 1856, professeur, mais n'enseigne jamais. En 1895, il est accepté comme membre non résident de l'Académie des beaux-arts (France). Guillaume II lui décerne le titre de Wirklicher Geheimer Rat (Vrai Conseiller privé) avec le prédicat d'Excellence en 1895. En 1898, il est le premier peintre à être décoré de l'Ordre de l'Aigle noir, qui est associé à la noblesse personnelle. Menzel est de plus en plus sceptique quant à ces honneurs et aime qualifier ses médailles de « dem ganzen Kladderadatsch ».
Les peintures qui sont à la disposition du public sont reconnues non seulement en Allemagne, mais aussi par l'avant-garde française : Edgar Degas admire et copie son travail, l'appelant « le plus grand maître vivant ».

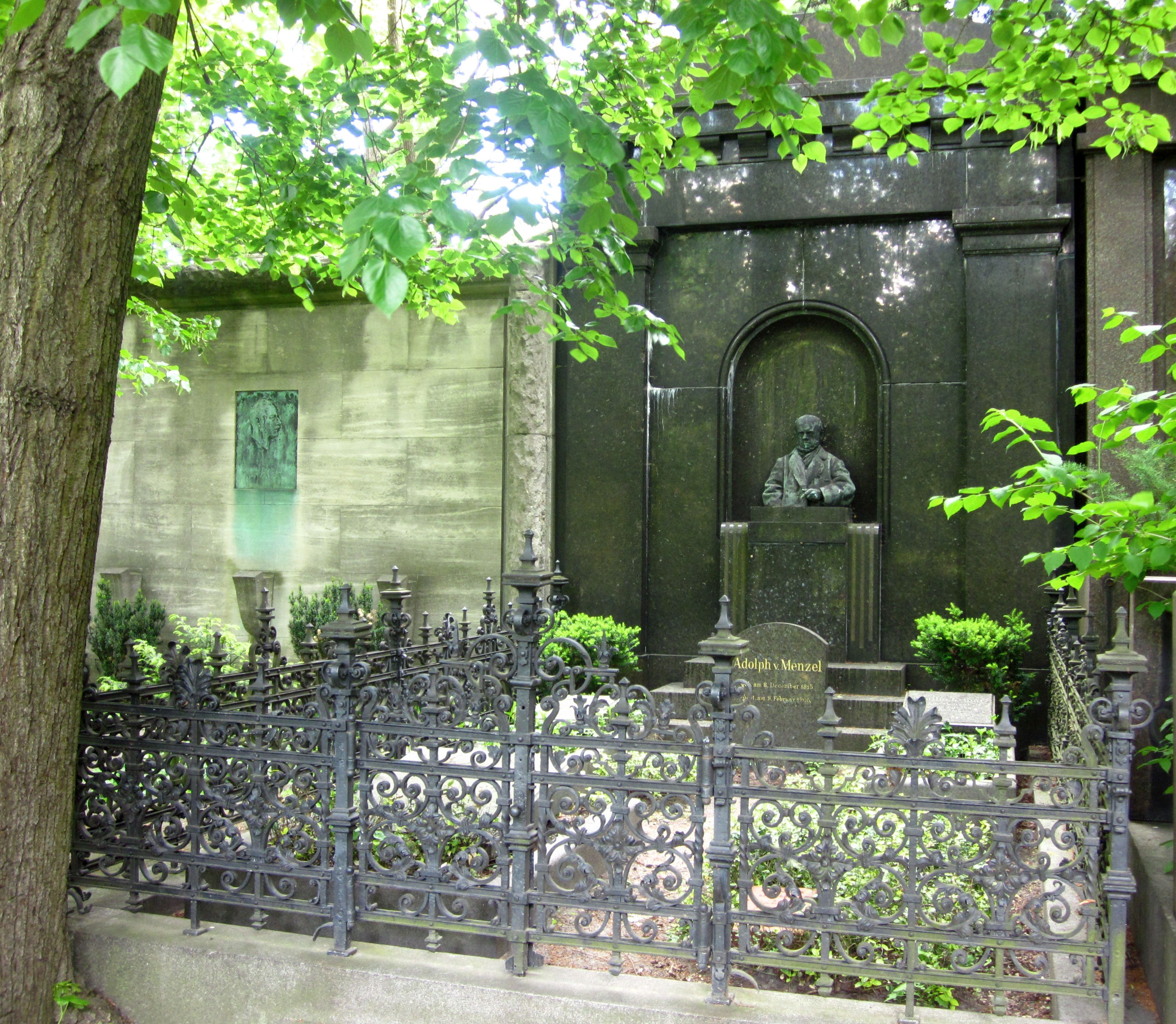
Sépulture de Menzel au cimetière de la Trinité (division II) de Berlin.

En 1900, le producteur de chocolat de Cologne Ludwig Stollwerck achète un carnet de croquis avec des dessins de soldats de l'armée prussienne de Menzel pour 120 000 marks  comme modèles pour les images des cartes à collectionner et des cartes postales de Stollwerck. Il donne le carnet de croquis à la famille impériale après sa nomination au conseil de commerce.
Adolph Menzel décède le 9 février 1905. Il a vu sa fin venir. Le jour de l'an 1905, il envoie au Kaiser Guillaume II la salutation : « La dernière leçon est à la porte ! Le ciel protège Votre Majesté et toute votre maison et notre patrie allemande ! » Guillaume II, qui considère Menzel comme un glorificateur du prussianisme et l'admire donc beaucoup, ordonne des obsèques nationales et suit le cercueil avec sa famille. Adolph Menzel rejoint sa dernière demeure au cimetière de la Trinité (division II) de Berlin, sur le terrain OM, G1. La tombe honorifique de l'État de Berlin est ornée d'un buste en bronze d'après le modèle créé par Reinhold Begas en 1875. Un peu plus tard, une exposition commémorative a eu lieu à la Alte Nationalgalerie, dans laquelle le public voit pour la première fois le tableau de Menzel, Das Balkonzimmer. La galerie acquiert la succession de Menzel.

### Vie privée

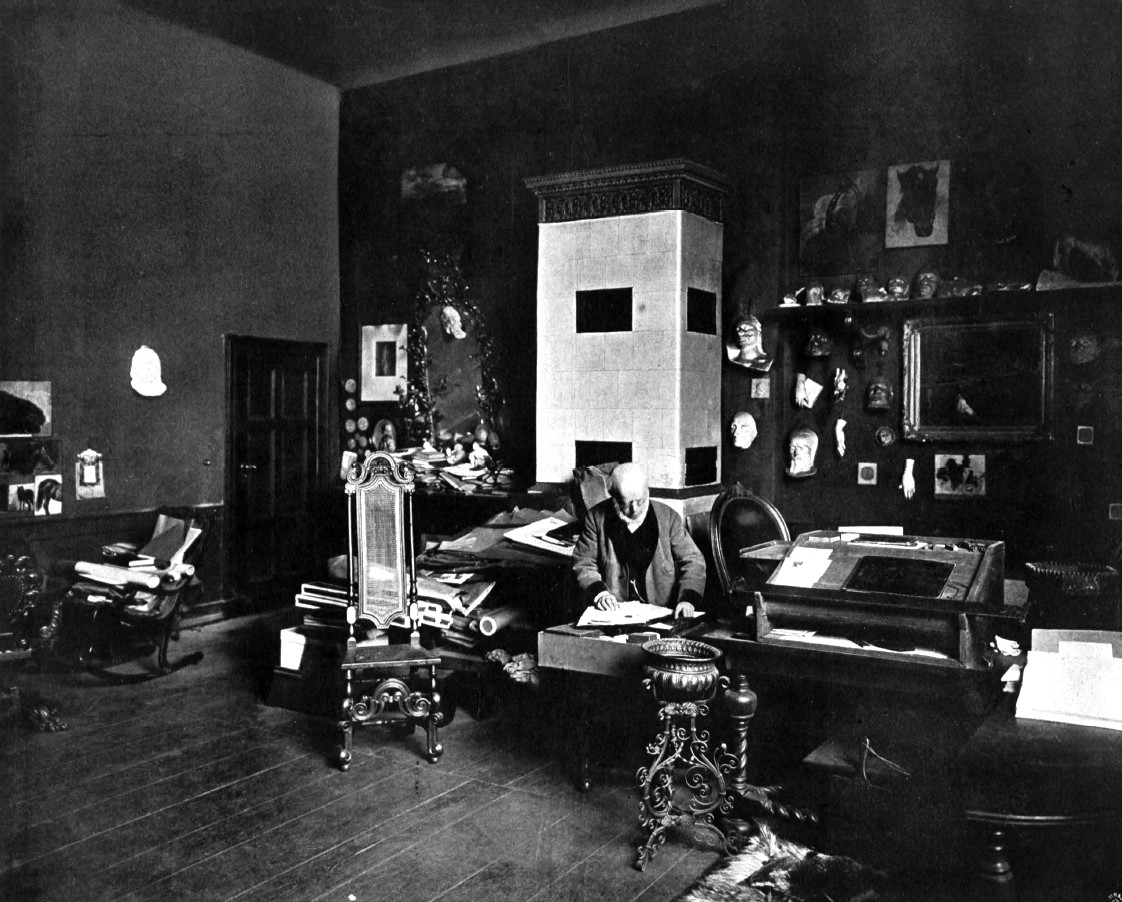
Adolph Menzel dans son atelier en 1898.

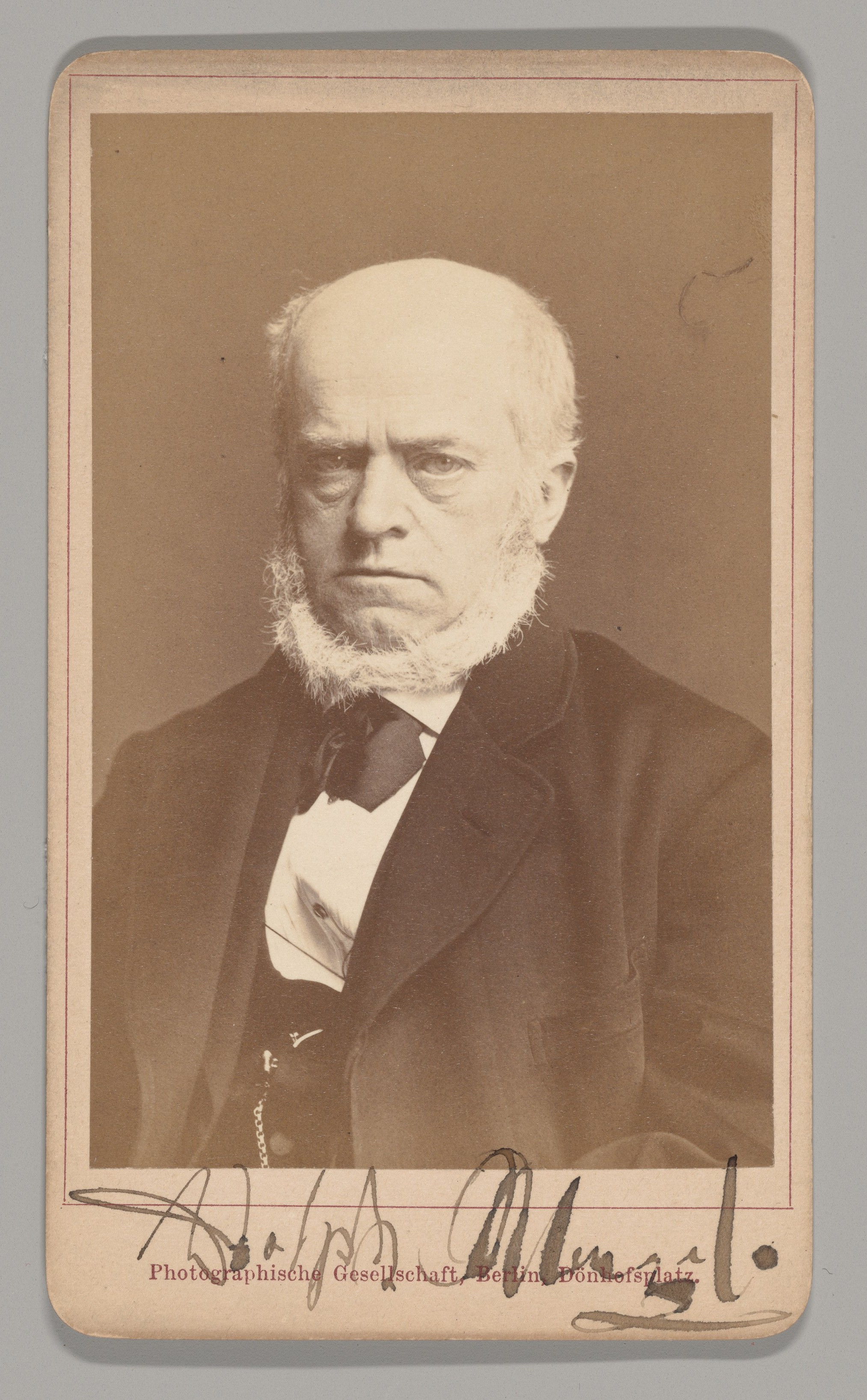
Adolph Menzel vers 1890.

En 1850, Menzel est admis dans l'association littéraire Tunnel über der Spree, qui comprend également Theodor Fontane, Paul Johann Ludwig von Heyse, Franz Theodor Kugler et Theodor Storm. L'artiste, décrit comme réservé et qui n'a que quelques amis proches, trouve ici l'occasion d'échanger des idées. La nature solitaire de Menzel est certainement liée à sa petite taille, à cause de laquelle il est surnommé « die kleine Exzellenz »  (« la petite excellence »). Il ne mesure que 1,40 m de haut et est déclaré inapte à l'armée pour cause de « gnomisme ». Menzel n'a jamais été marié et on ne sait rien de ses relations avec les femmes. Il trouve une proximité affective dans sa famille. Il vit avec sa mère et ses frères et sœurs, plus tard, après la mort de sa mère, la mort prématurée de son frère et le mariage de sa sœur Emilie, avec Hermann Krigar, un proche de sa famille. Ensemble, ils effectuent plusieurs déménagements et vont également ensemble dans des stations estivales. Menzel est très attentionné vis-à-vis de ses proches et les soutient financièrement à plusieurs reprises.
Menzel écrit dans son testament : « Non seulement je suis resté célibataire, mais j’ai aussi renoncé toute ma vie à toute relation avec l’autre sexe [...] En bref, il y a un manque de tout lien auto-créé entre moi et le monde extérieur. »
Les voyages apportent de la variété à sa vie assez calme, mais ils le mènent souvent dans des régions déjà connues. À partir de 1850, Menzel entreprend chaque année un long voyage d'été. Les destinations fréquentes sont Dresde et le Massif gréseux de l'Elbe, le sud de l'Allemagne et l'Autriche. Menzel est à trois reprises à Paris : en 1855 et 1867 pour l'Exposition Universelle, où sont également exposées certaines de ses œuvres, et en 1868 (trois de ses tableaux sont exposés au Salon des artistes français) ; il se rend en Italie du Nord trois fois.
En 1866, il se rend en Bohême pour voir le déroulement de la guerre austro-prussienne. Selon ses propres déclarations, ses motivations sont le sens du devoir (il ne peut pas participer en tant que soldat) ainsi que la curiosité, la « soif de savoir ceci et cela, même si ce ne pouvait pas être le nouveau champ de bataille » (à Hermann Krigar, 24 juillet 1866). Menzel représente souvent la guerre et la mort en relation avec ses illustrations de Friedrich, sans jamais les voir. Il dessine désormais des soldats blessés, mourants et morts et, comme on peut le voir sur ces feuilles, cette nouvelle expérience semble l'avoir beaucoup secoué. Menzel ne peint plus  de thèmes de guerre par la suite. Lorsqu'on lui a demandé plus tard pourquoi il n’avait pas peint des œuvres se rapportant à la guerre, Menzel a répondu, en partie :  « Les exigences du patriotisme ont été couverts par d’autres et, après tout, est-il nécessaire de peindre l’horreur?! Anno 66 (post festum) Je suis allé en Bohême!... »

### À Berlin
La carrière d'Adolph Menzel est étroitement liée à l'essor simultané de sa ville natale. La capitale de l'État prussien, là où vit Menzel, est devenue la capitale de l'Empire allemand, le centre de la politique, des finances et de l'industrie. Berlin compte 170 000 habitants en 1800, la barre des deux millions est dépassée en 1905, année de la mort de Menzel. La ville montante et en évolution rapide fournit à Menzel une clientèle aisée, mais aussi différents sujets. Par exemple, il dessine souvent et peint les nombreux chantiers de construction de la ville. Les lieux de Berlin peuvent être vus dans plusieurs de ses œuvres, et surtout, dans les années suivantes, il fait de la bourgeoisie berlinoise un sujet de son travail. Menzel n'est pas seulement un peintre, mais occupe également un poste de professeur à l'Académie des arts de Berlin. Il déménage plusieurs fois, par exemple en 1874, il vit sur la Potsdamer Strasse 7, et son activité est donnée comme « peintre d'histoire ; professeur et membre titulaire de la Royal Académie des Arts » ; en 1890, Menzel se retrouve sur la Sigismundstrasse 3 à Berlin W et sa position est donnée comme « Dr., Geschichts-Maler, Prof. u., sénateur D Royal Académie des Arts, Chancelier de l'Ordre Pour le Mérite ; Citoyen d'honneur de Wrocław ». En 1895, Menzel est nommé à l'occasion de son 80e anniversaire Citoyen d'honneur de Berlin.

## Style
Menzel étudie tout seul l’art de la peinture et bientôt il produit bon nombre de peintures fort variées, montrant toujours un don aigu de l'observation et une maîtrise honorable dans des sujets traitant de la vie et des réalisations de Frédéric le Grand et des scènes de vie quotidienne, comme Aux Tuileries, Le Dîner de bal et À la Confession.

### Peintre de la Prusse

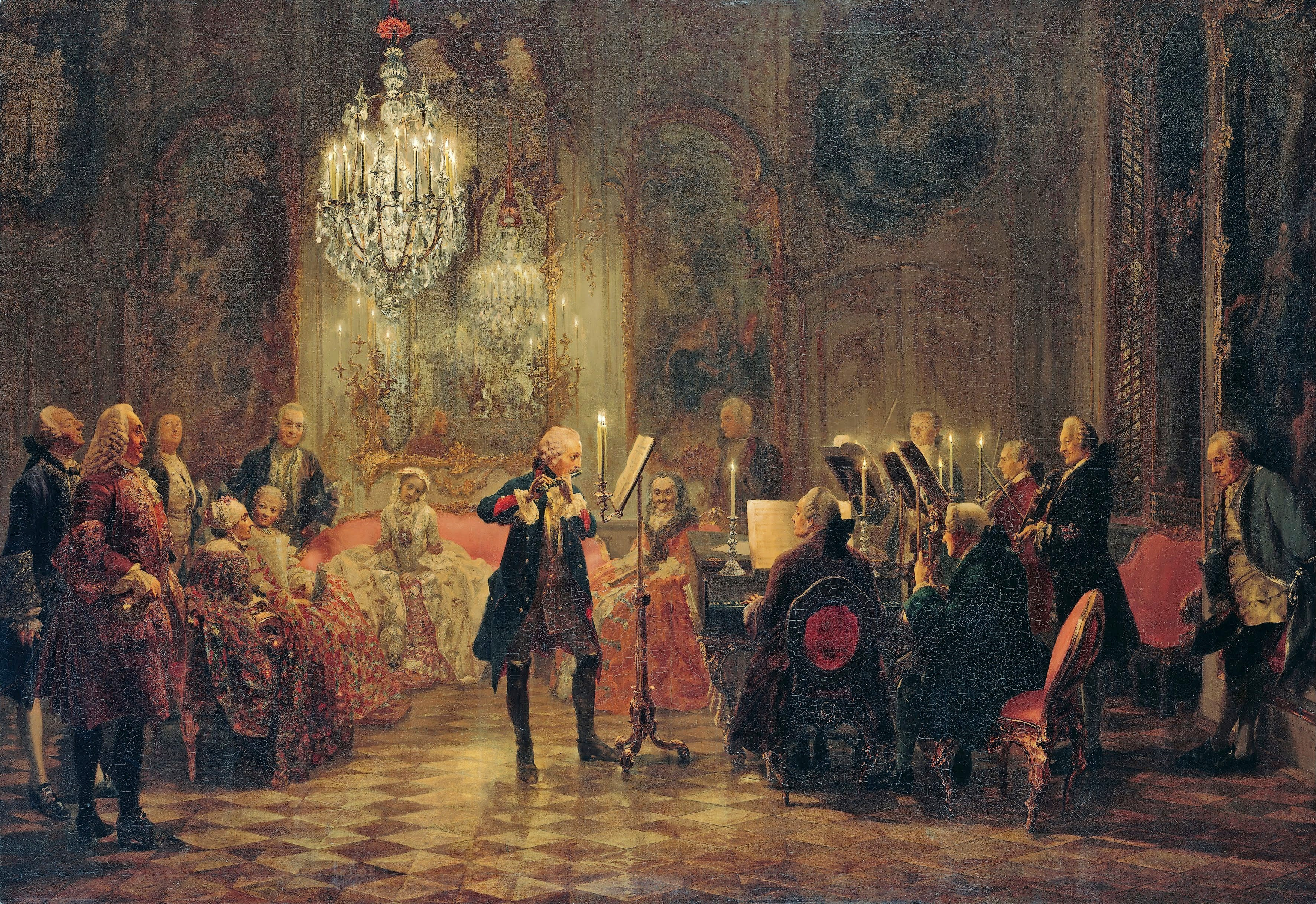
Concert de flûte de Frédéric le Grand à Sanssouci ou Concerto pour flûte, 1850–1852 (Alte Nationalgalerie, Berlin).

Grâce à son travail sur les illustrations pour l'Histoire de Frédéric le Grand, Adolph Menzel est devenu un « expert » de Frédéric. Il ressent certainement aussi un lien personnel avec le roi : tous deux connaissent le sentiment d'isolement dans leur environnement. À cela s'ajoute le fait qu'ils vivent tous les deux dans un monde presque exclusivement masculin et que pour eux deux, leur sœur bien-aimée est la personne de référence la plus importante. Menzel lui-même écrit dans une lettre de 1840 à son ami C. H. Arnold à propos de ses tableaux de Friedrich : « […] Je n'ai pas été pris dans quelque chose comme ça de sitôt. La matière est si riche, si intéressante, si magnifique, [...] si pittoresque que j'aimerais juste avoir la chance de pouvoir peindre un cycle de grands tableaux historiques de cette époque. » À partir de 1849, Menzel peint une série de représentations de la vie de Frédéric le Grand, dont des peintures bien connues telles que le Concert de flûte de Frédéric le Grand  à Sanssouci, le Roi Frédéric II, Table ronde à Sans-souci et Frédéric et sa famille près de Hochkirch.

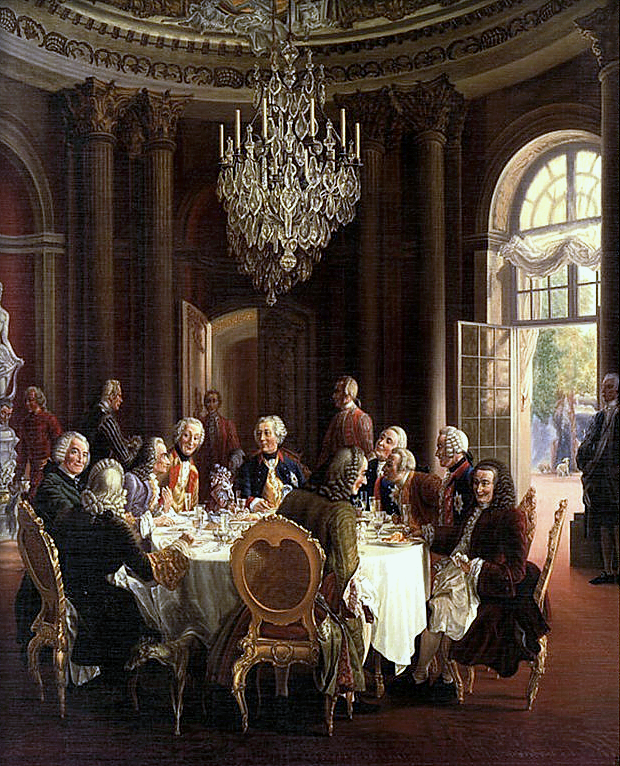
Table ronde, 1850.

Dans ces peintures, mais aussi dans ses gravures sur bois sur l'histoire de Frédéric le Grand, Menzel s'efforce de rapprocher le plus possible le spectateur de la vie réelle du roi de Prusse, mais évite d'idéaliser l'héroïsme. Il mène des études historiques approfondies dans les bibliothèques et les archives et adhère méticuleusement aux traditions écrites et picturales de l'époque de Frédéric afin de donner à ses illustrations une authenticité. Cependant, Menzel idéalise également le roi de Prusse dans ses représentations. Même les « problèmes psychologiques individuels » de Frédéric sont pris en compte dans les illustrations. Contrairement à Kugler, selon Werner Busch, Menzel semble avoir compris l'homosexualité du roi de Prusse, qui pourrait être due à l'aversion de l'artiste pour les femmes :  « Les quelques nus féminins qu'il a dessinés expriment une véritable répulsion [... ]. Dans ses quelques nus de garçon on voulait voir une dimension homoérotique inconsciente. ».
Menzel dépeint le roi de Prusse « pas du tout dans la tradition moderne de l'apothéose du souverain. Au contraire, il l'humanise et le relativise. » Il préfère les scènes dans lesquelles Frédéric apparaît comme un particulier (Table ronde, Concert de flûte de Frédéric le Grand à Sanssouci) ou comme un roi populaire et bienveillant (La Pétition, Frédéric le Grand en voyage). Des deux représentations de la guerre de Sept Ans, l'une (Frédéric et les siens à Hochkirch) montre une bataille qui s'est terminée par une défaite prussienne, l'autre, L'Adresse de Frédéric le Grand à ses généraux avant la bataille de Leuthen, montre la situation tendue avant une bataille apparemment sans espoir qui a été finalement gagnée. Menzel évite toujours toute impression de pathétique ou de simple solennité dans ses tableaux de Frédéric : dans le Concerto pour flûte, par exemple, on voit un auditeur à gauche qui regarde le plafond, s'ennuyant ; la Table Ronde n'est en aucun cas conduite par le roi, au contraire, plusieurs messieurs sont absorbés par des conversations privées au premier plan.
En raison de leur manque de sens de l'héroïsme et de majesté, les tableaux trouvent d'abord peu de faveur auprès des critiques d'art conservateurs et aussi auprès de la famille royale, sur laquelle Menzel compte certainement comme acheteurs. Cela change lorsque, avec la montée du nationalisme et la fondation de l'empire, les peintures sont de plus en plus interprétées d'un point de vue nationaliste, jusqu'à ce que Guillaume II puisse enfin parler de Menzel comme « le glorificateur de Frédéric le Grand et de son armée ». Mais ce n'était pas l'intention : au contraire, le peintre veut que ses tableaux fournissent un exemple de gouvernement éclairé avec le roi comme « premier serviteur de l'État ». Menzel n'est pas non plus dans l'âme (surtout dans ses dernières années) le patriote prussien que ses admirateurs pensent qu'il est. Cela est démontré par ses déclarations sur la révolution de Mars, ainsi que par le fait qu'il s'est opposé à plusieurs reprises aux instructions de son roi ou de son roi empereur.

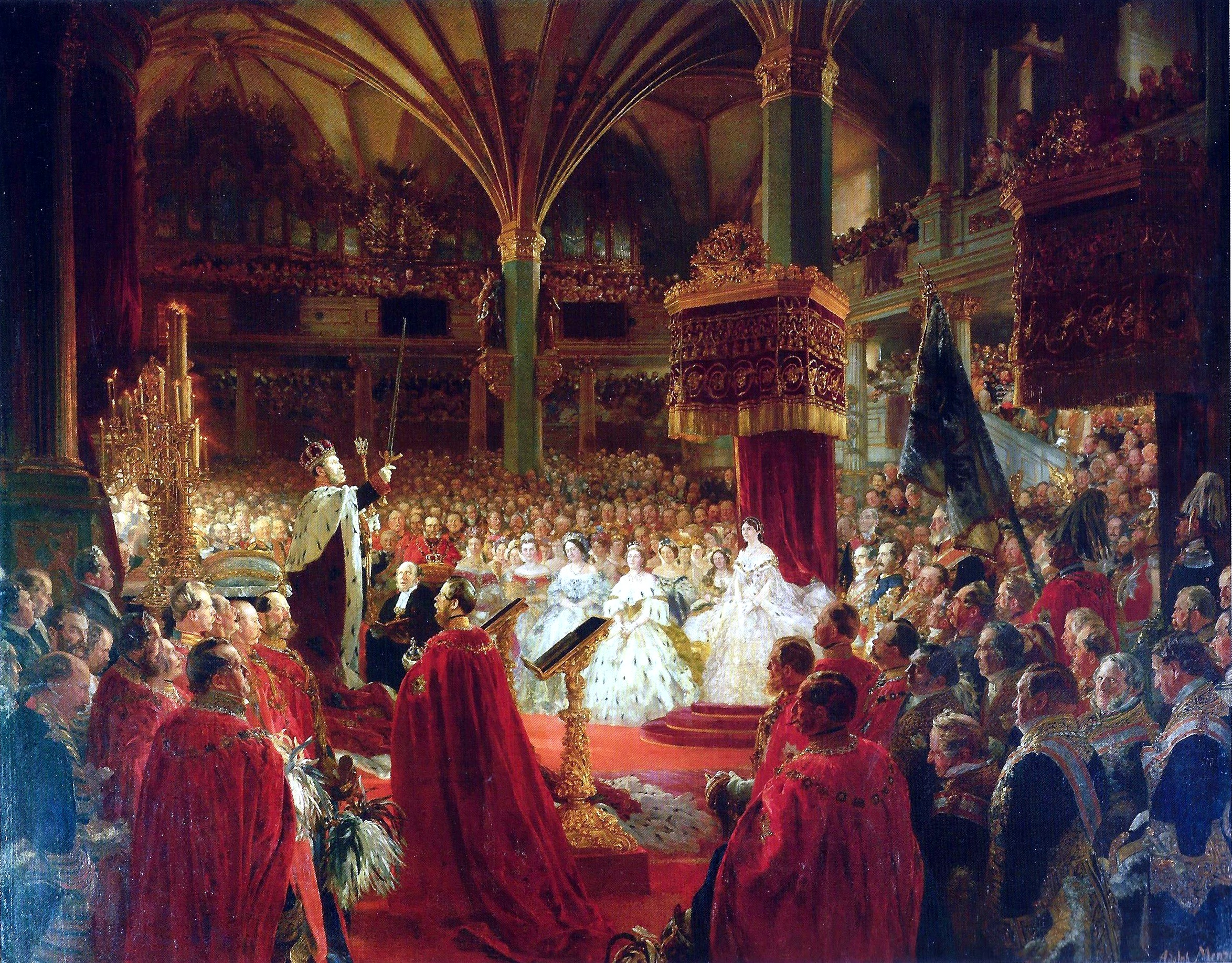
Couronnement du roi Guillaume Ier à Koenigsberg en 1861.

Bien que les peintures de Frédéric ne représentent qu'une très petite partie de l'œuvre de Menzel, elles étaient et sont toujours présentes de manière disproportionnée dans la conscience publique et lui valent la réputation d'« artiste d'État ». En fait, Menzel n'a peint aucun tableau commandé par l'État. Le tableau représentant le Couronnement du roi Guillaume Ier à Koenigsberg en 1861 (345 × 445 cm) est exécuté sur l'ordre personnel du roi, qui, en tant que désormais monarque constitutionnel, veut affirmer son droit de droit divin. Le couronnement n'est pas prévu dans la constitution et n'est donc pas financé par le trésor public mais par le Royal Kronfideikommiss. Les circonstances entourant la commande ne sont pas claires. Sans être particulièrement amateur de Menzel, Guillaume II ne lui donne l'incontournable commande que quelques jours avant l'événement, alors que la date est connue depuis plus de quatre mois. Il réalise une représentation exacte de la cérémonie sans respecter les traditions officielles pour ce genre de peinture. Dans le projet de composition, Menzel se conforme aux souhaits du roi, mais le pathos de l'attitude de Guillaume Ier, l'éclairage, ainsi que les ajouts d'Otto von Bismarck, lui sont reprochés par l'empereur. Menzel met fin à son métier de peintre d'histoire en 1871 avec le tableau du Départ de Guillaume Ier à la guerre le 31 juillet 1870.
Les dessins privés et les aquarelles de soldats morts et mourants en 1866 sur les champs de bataille de la guerre austro-prussienne sont d'un réalisme sans faille et ont été décrits par l'historienne de l'art Marie Ursula Riemann-Reyher comme « uniques dans l'art allemand de l'époque ».

### Peintre de la vie moderne
Il enterre progressivement le style Biedermeier adapté au goût petit-bourgeois, et jette son regard vers l'envers des choses, un coin de chambre ou d'atelier.
Les enjeux contemporains occupent une grande place dans l'œuvre d'Adolph Menzel. Il peint les gens parmi lesquels il évolue, c'est-à-dire les membres de la bourgeoisie et, à partir de 1861, de la haute bourgeoisie. Il reproduit ce qu'il voit. Se détournant de ce mode de représentation objective, certains traits caricaturaux peuvent au mieux être décelés que dans certaines de ses images de la haute société. C'est le cas au célèbre Bal du souper où un événement festif à la cour impériale est représenté : l'officier au premier plan, debout, essaie sans grand succès d'utiliser un couteau et une fourchette et tient en même temps assiette, verre et chapeau.
Sa peinture à l'huile est « d'après nature, ce que je n'avais jamais fait auparavant », écrit-il à Carl Heinrich Arnold, le 23 avril 1844,. Il cherche presque exclusivement ses sujets dans la vie contemporaine, dont il explore le chaos moderne. Il peut ainsi consacrer le grand format, jusqu'à récemment réservé à la peinture d'histoire, à la représentation du travail industriel, approche inédite dans le contexte européen qui ne représente pas encore le travail mécanique. Au moment de La Forge (1875) et de La Place du marché à Vérone, le sujet technique le plus moderne de Courbet est alors Les Pompiers (Musée des Beaux-Arts de la Ville de Paris, Petit Palais), et celui de Ford Madox Brown (1852–1865) est Work (Manchester Art Gallery). À l'automne 1846 il accueille comme invité et étudiant pendant trois mois le jeune Carl Johann Arnold, fils d'un ami proche et mentor de l'artiste. C'est sans aucun doute Le Jeune garçon assis à une table peint en 1947.

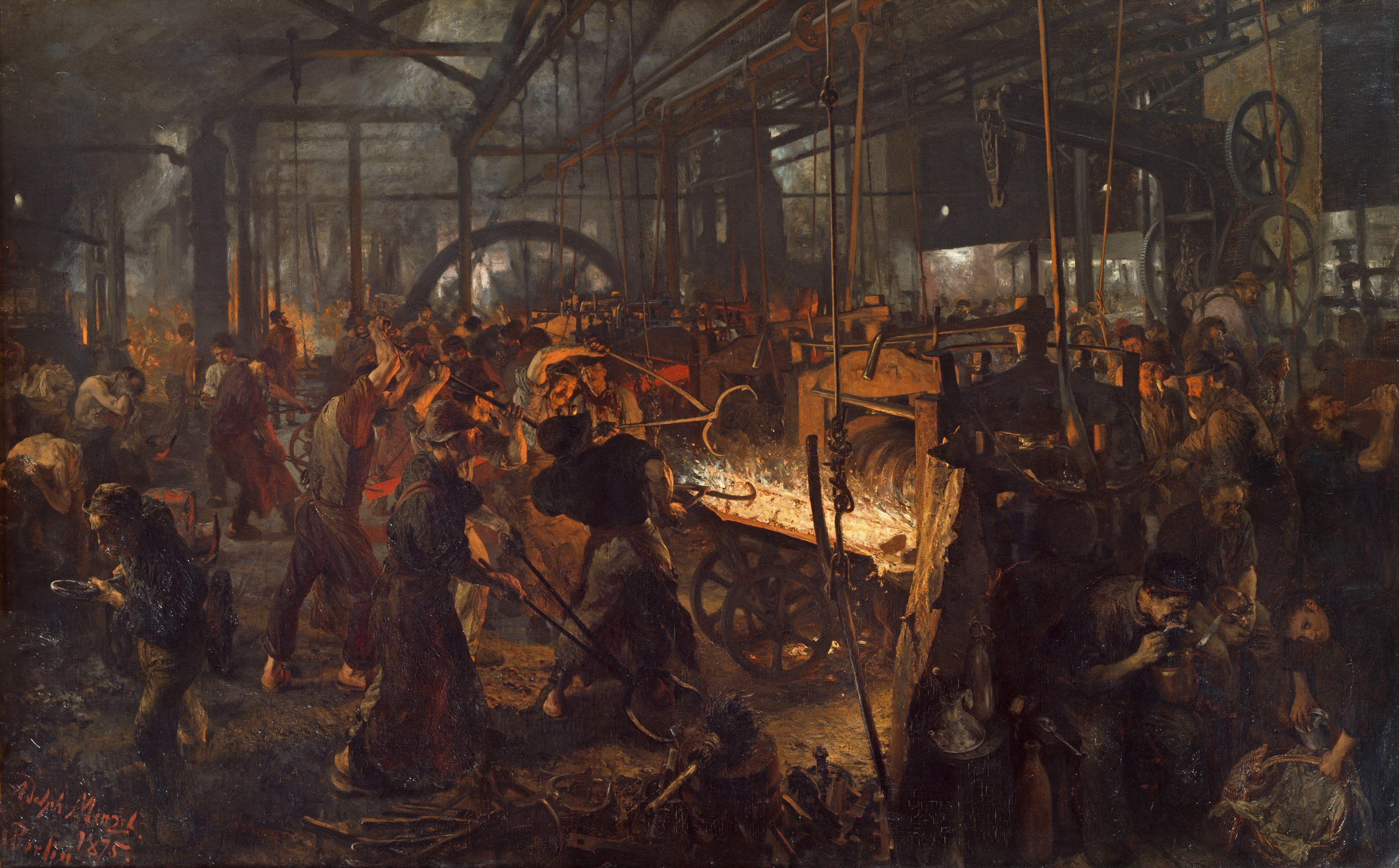
La Forge.

En revanche, ses représentations d'artisans et d'ouvriers sont totalement dépourvues d'ironie. Elles expriment le respect du peintre pour tout travail sérieux et bien fait. La Forge (1872-1875) entre dans cette catégorie. Le tableau est une œuvre commandée, mais Menzel a choisi le motif. Avec les dimensions 158 × 254 cm, la peinture à l'huile est considérée comme la première grande représentation de l'industrie en Allemagne. Pour la préparer, Menzel s'est rendu à Chorzów en Silésie, qui à l'époque est, avec la Ruhr (région), la région industrielle la plus moderne d'Allemagne. Dans un laminoir local, il réalise une centaine de dessins détaillés qui serviront de base à la peinture ultérieure.
Mais Menzel ne montre pas seulement le seul processus de production . Au premier plan à droite, des ouvriers mangent la nourriture qu'une jeune femme, la seule femme du tableau, a apportée. De plus, elle est la seule face au spectateur. Sur la gauche, des ouvriers se lavent, et en arrière-plan à gauche, l'ingénieur ou le directeur de l'usine, avec un chapeau rond, supervise les ouvriers et le processus de production.
Peu de temps après son achèvement, la peinture reçoit le surnom de Cyclope moderne (dans la légende grecque, les Cyclopes sont les assistants de la forge des dieux, qui forgent les éclairs et les armes des dieux à l'intérieur des volcans). Apparemment, une exagération mythologique est jugée nécessaire afin de rendre le nouveau thème acceptable pour le public. Les contemporains comprennent la peinture comme un symbole des possibilités illimitées de la technologie moderne, conformément à la croyance au progrès de l'époque. Plus tard, elle est facilement interprétée comme une mise en accusation de la situation misérable de la classe ouvrière. D'autre part, les travailleurs de Menzel apparaissent comme des individus sûrs d'eux, fiers de leurs compétences et de la valeur de leur travail. À l'époque du tableau, la pensée sociale n'en est qu'à ses débuts (l'Association générale des travailleurs allemands, ancêtre du SPD, est fondée en 1863, et l'assurance sociale devait être instaurée en 1883). Il est peu probable que Menzel ait secrètement sympathisé avec les idées du mouvement ouvrier émergent. Il peint ce qu'il a vu, et dans ce cas, ce sont les conditions de travail difficiles dans l'industrie. Il reste à savoir s'il poursuit même un objectif autre que la peinture avec Le Laminoir à fer. Peut-être était-il simplement attiré par la représentation exacte des processus techniques compliqués et les effets d'éclairage inhabituels. Peter Weiss donne à l'œuvre une interprétation politique dans son roman-essai L'Esthétique de la résistance.
Au cours de la vie de Menzel, ses peintures sont appréciées par Otto von Bismarck et Guillaume Ier, et après sa mort, elles sont utilisées comme affiches électorales par Adolf Hitler.

### Réalisme

Im Biergarten, 1883.

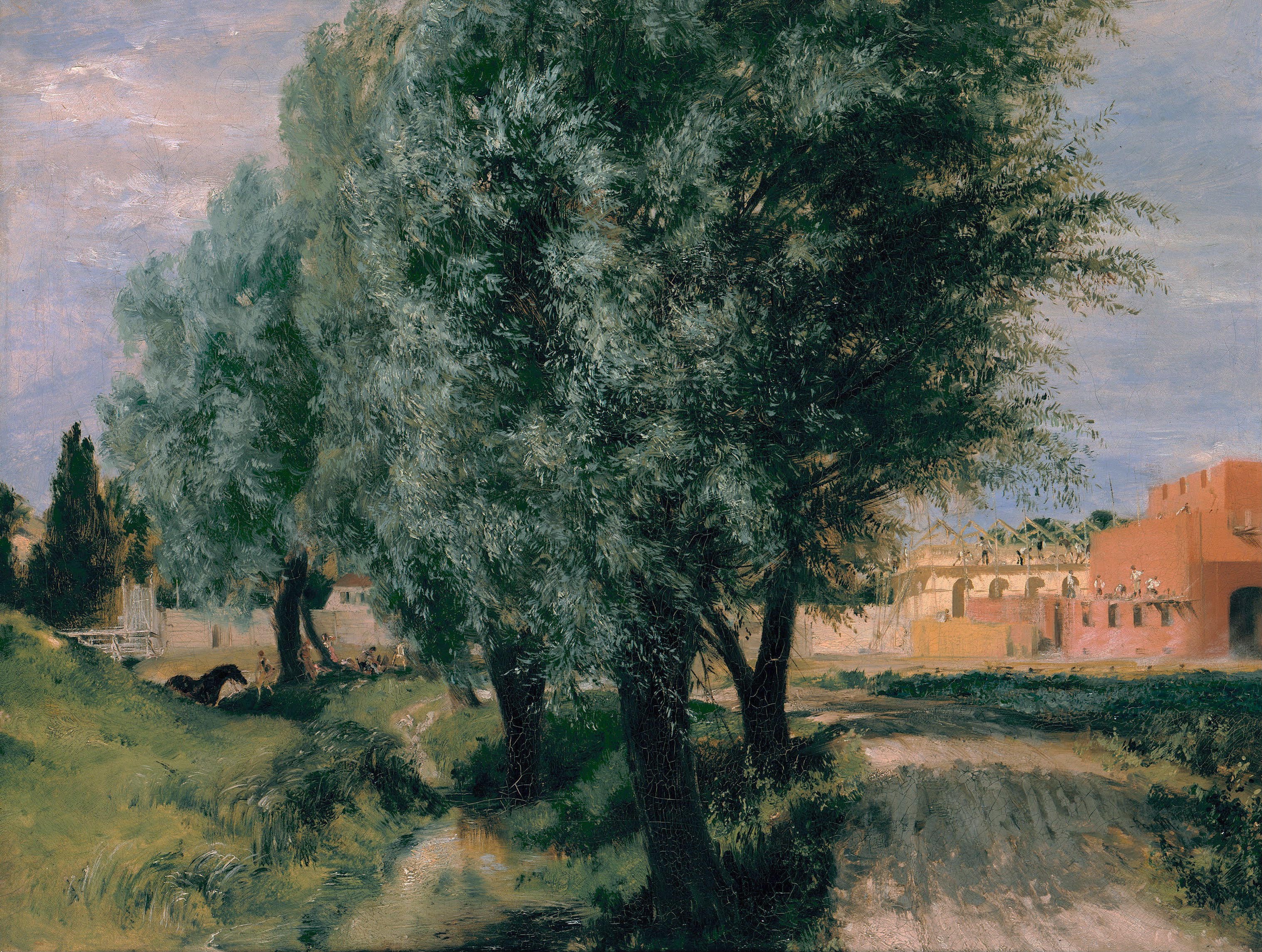
Chantier avec saules, 1846 (Alte Nationalgalerie, Berlin).

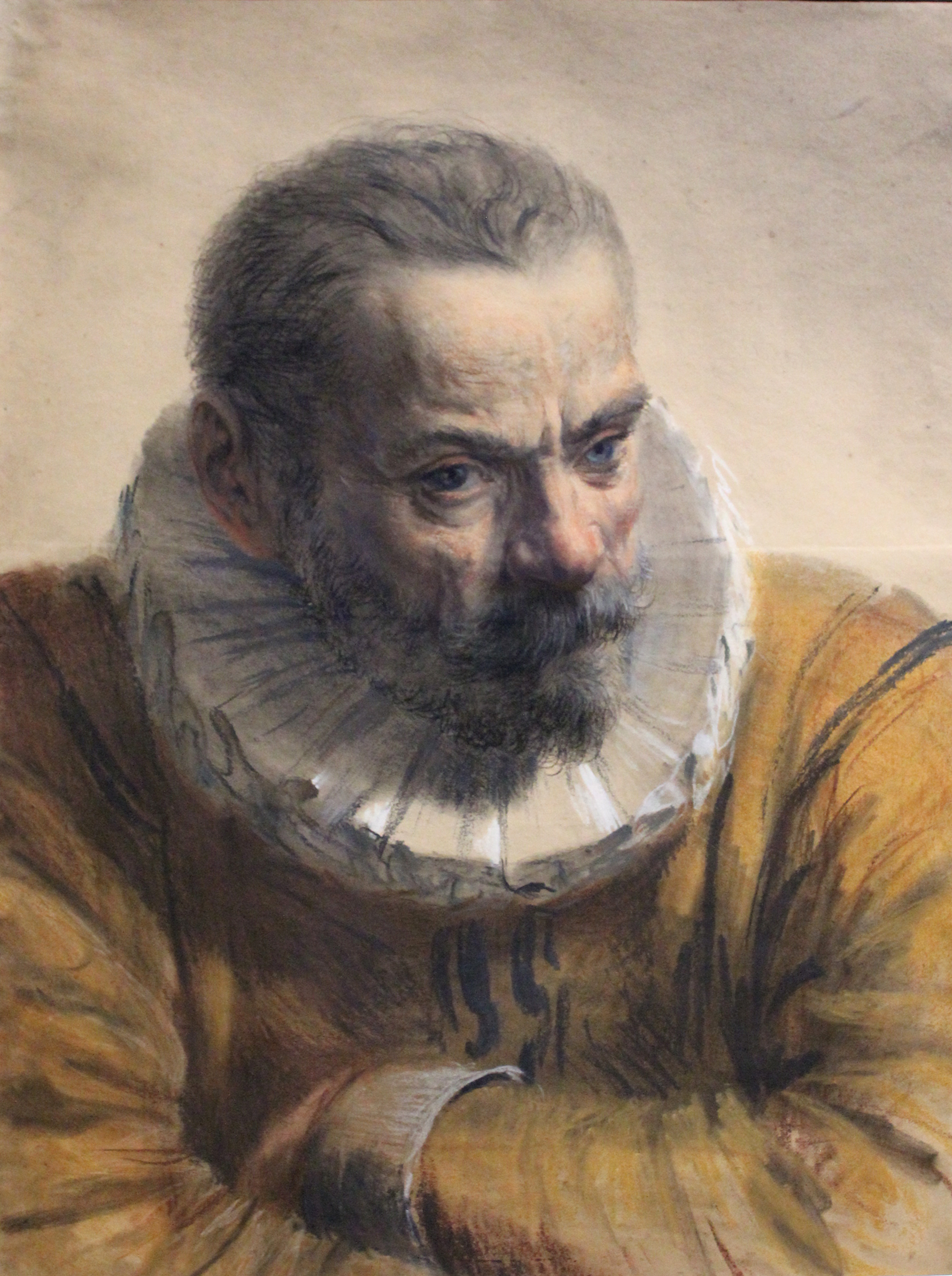
Étude d'un homme à collerette, vers 1850 (Musée national de Varsovie).

L'œuvre de Menzel est assignée au réalisme par son style très atmosphéque et soucieux du détail, tant dans la représentation des personnages que des objets et de la nature qui devient, contrairement à l'idéalisme transfigurant, une peinture qui dépeint la réalité retrouvée. La représentation réaliste des moindres détails est une préoccupation importante pour Menzel. Le travail de ses années plus mûres, en particulier, montre un certain nombre de traits stylistiques caractéristiques.
Peut-être que l'effort de Menzel pour la plus grande fidélité possible à la réalité est l'une des raisons de l'abondance de détails qui caractérisent en particulier nombre de ses œuvres ultérieures : Paris en semaine (1869), La Place du marché  à Vérone (1882-1884), Promenade de la fontaine à Kissingen (1890), Petit-déjeuner buffet à la confiserie de Kissingen (1893). Cependant, dans ces peintures, la masse ahurissante de personnages et de détails ne se rejoignent pas en un tout harmonieux ; chaque élément reste autonome, ce qui crée l'impression de chao ainsi que celle d'isolement et de dynamisme dans les directions les plus diverses. Les tableaux n'ont pas non plus de centre qui pourrait capter le regard et l'attention du spectateur. Pour l'historienne de l'art Françoise Forster-Hahn, ce style de peinture montre « l'impossibilité de saisir le monde comme une unité harmonieuse ». L'impression d'isolement est renforcée par le fait que les personnages ne sont pour la plupart pas liés les uns aux autres, non seulement en termes de composition, mais aussi en termes d'action : ils se croisent les uns les autres, aucune conversation n'a lieu, chacun est occupé à ses propres affaires.
Adolph Menzel aime choisir des sections d'images qui paraissent aléatoires et rappellent donc les clichés d'un photographe, mais sont en fait soigneusement agencées. Dans ces tableaux, les objets et les personnes sont parfois coupés de force des bords de l'image. Un exemple est la Promenade de la fontaine à Kissingen : le tableau montre au premier plan une main tenant un chien tirant en laisse ; mais le bras qui va avec et le reste de la personne ont été victimes du bord du tableau.

### Pré-impressionnisme

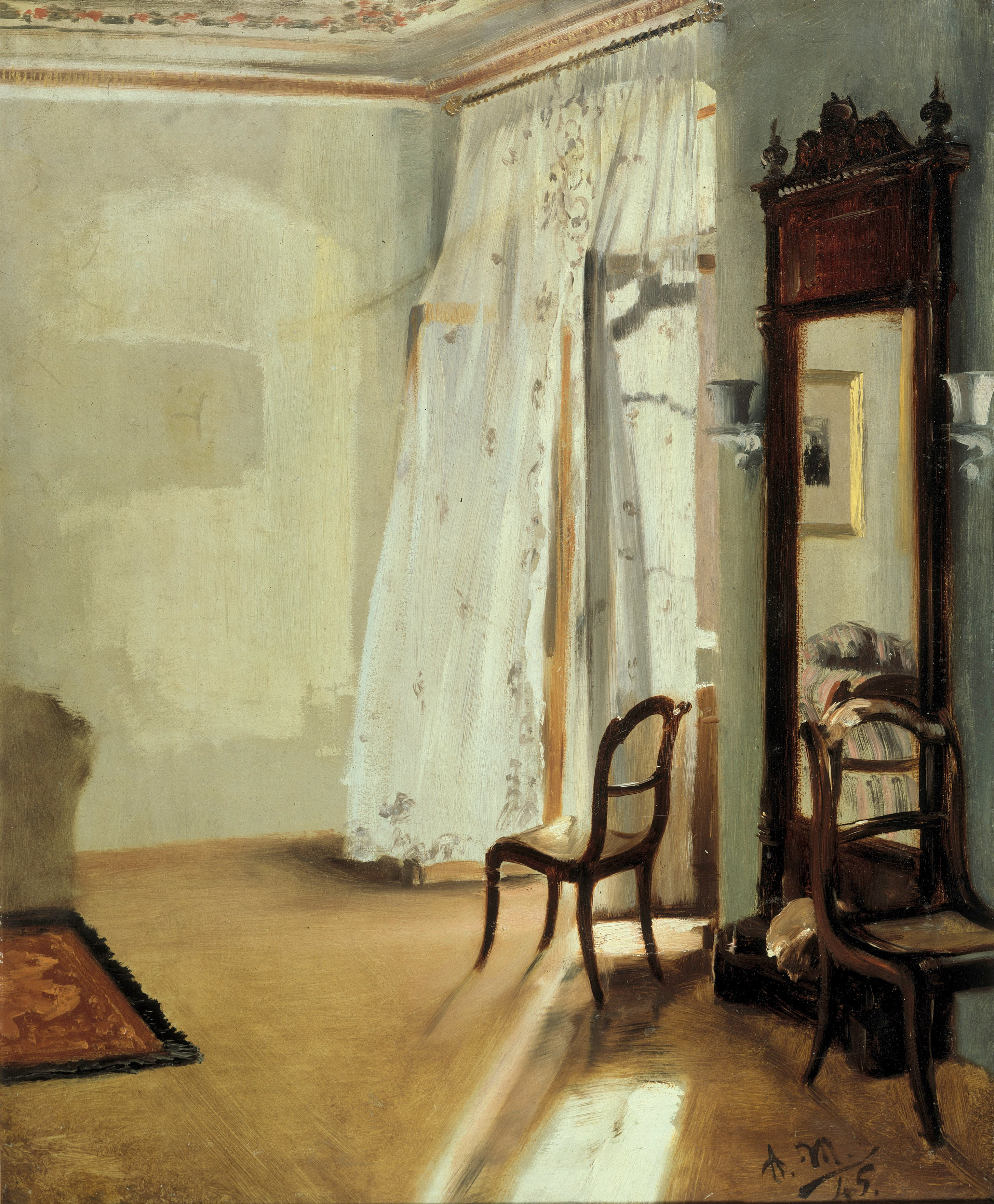
La Chambre du balcon, 1845, (Alte Nationalgalerie, Berlin).

Adolph Menzel se rattache au pré-impressionnisme par la touche de ses paysages. Dans les années 1840 et 1850, c'est-à-dire dans une phase relativement précoce de son travail de création, Menzel peint une série de tableaux qui semblent anticiper de plusieurs décennies les caractéristiques de l'impressionnisme (par exemple, le renoncement à une intrigue, la représentation colorée de la lumière et l’impression du moment présent, fugitif). Il s'agit notamment de La Chambre du balcon (1845), l'une de ses peintures les plus connues, ainsi que La Chambre de l'artiste dans Ritterstrasse (1847) et Forêt la nuit (1851). Adolph Menzel considère apparemment ces peintures comme des œuvres privées et non officielles et les expose pour la première fois très tardivement ; certaines d'entre elles ne sont connues du public qu'après sa mort. Ces premiers travaux, souvent qualifiés de « pré-impressionnistes », et qui sortent complètement de l'ordinaire de Menzel, sont accueillis avec enthousiasme par le public.
Ces peintures de genre témoignent d'associations avec l'art français et anglais . Bien qu'il soit avant tout un excellent dessinateur, l'historien de l'art Julius Meier-Graefe le considère comme un peintre « proto-impressionniste », dont le travail graphique entrave les potentiels picturaux.
Par ailleurs, Adolph Menzel ne poursuit pas le chemin qu'il a pris dans sa jeunesse. Il ne remarque guère l'impressionnisme qui se développe en France à partir des années 1870 ; il a un jour qualifié les impressionnistes d'« artistes paresseux ».

### Dessins

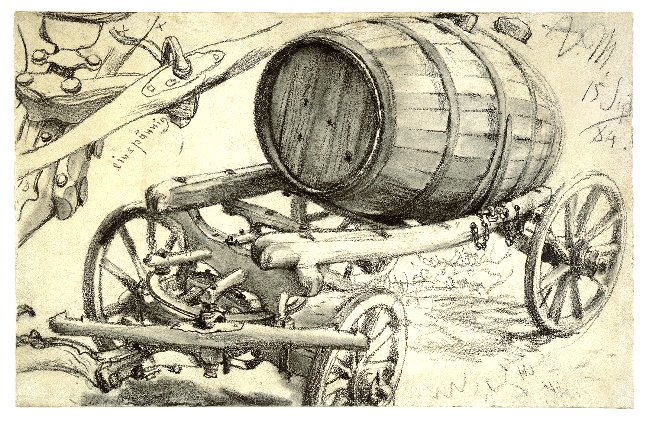
Citerne à lisier sur wagon, 1884.

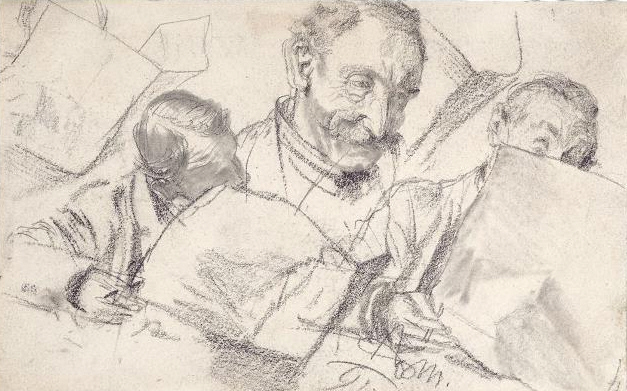
Lecteurs de journaux, 1891.

Outre les grandes scènes historiques, ses œuvres les plus marquantes sont certainement ses natures mortes d'atelier et ses carnets de dessins.
Menzel a laissé environ 6 000 dessins, plus 77 carnets de croquis et cahiers. D'une part, cette quantité énorme s'explique par le procédé habituel de préparation de chaque tableau avec un grand nombre de dessins ; par exemple, Menzel crée plus d'une centaine de dessins pour La Forge. En revanche, il est décrit par ses contemporains comme un dessinateur maniaque : « Aucun objet n'était trop petit pour lui, et il dessinait où il allait et où il se tenait avec un zèle presque morbide. » (Paul Meyerheim 1906). Cette passion a donné lieu à toute une série d'anecdotes.
Le dessin accompagne Menzel tout au long de sa vie. L'un de ses premiers témoignages est le dessin de la main de son père. Après 1875, le nombre de ses peintures diminue considérablement et, dans la vieillesse, il ne dessine plus. Menzel aime d'abord dessiner avec un crayon pointu, mais aussi avec des pastels, et il devient un maître du dessin à la gouache et à l'aquarelle. Plus tard, il préfère le large crayon de charpentier, qu'il utilise exclusivement lorsqu'il vieillit. Ce faisant, il a de plus en plus tendance à brouiller les lignes, si bien que les dessins de ses dernières années donnent une impression floue et irréelle.
Les croquis de Menzel sont admirés pour le pouvoir d'observation qui s'y exprime et pour la capacité de l'artiste à saisir l'essence des choses et des gens avec les moyens les plus simples. Dans ces dessins, des objets inanimés semblent souvent acquérir comme par magie une vie propre (Fantaisies d'armurerie, Huîtres grasses norvégiennes). Comme Menzel prend plus de libertés dans ses dessins que dans ses peintures, des éléments caractéristiques de son travail y sont souvent particulièrement mis en avant, comme le choix de sections d'images apparemment aléatoires et l'intérêt pour le désordre et la décomposition. Dans certains dessins de ses dernières années, Menzel se rapproche de l'art abstrait (Kurhausstrasse à Kissingen après un orage, Vue rapprochée entre deux maisons).

## Spoliations de la Seconde Guerre mondiale
Plusieurs œuvres importantes de Menzel ont été saisies, vendues de force ou sous la contrainte, pendant la période nazie. Certaines d'entre elles ont été restituées au XXIe siècle. En 2014, Stehende Rüstungen (1886) (Fantaisies de salle d'armes) a été restitué par l'Albertina (musée) de Vienne aux héritiers d'Adele Pächter, assassinée au camp de concentration de Theresienstadt. En 2015, le pastel de Menzel La Dame au chemisier rouge est restitué aux héritiers d'Erna Felicia et Hans Lachmann-Mosse. Oskar Reinhart avait acheté le pastel au marchand d'art Fritz Nathan à Munich en 1934 et en avait fait don à la Fondation en 1940.
D'autres ont été réclamées mais non restituées. Toujours en 2015, la Commission néerlandaise Limbach a refusé une demande de restitution du tableau de Menzel Un jour de semaine à Paris qui avait appartenu au banquier juif Georges Behrens,
En 2017, la ministre allemande de la Culture, Monika Grütters, a rendu Intérieur d'une église gothique aux héritiers d'Elsa Cohen qui, persécutés par les nazis parce que juifs, l'ont vendu au marchand d'art d'Hitler Hildebrand Gurlitt en 1938. Il a été redécouvert dans la réserve d'art de son fils, Cornelius Gurlitt.
La Fondation allemande d'art perdu répertorie de nombreuses œuvres d'art de Menzel .

## Œuvres

### Peintures
- 1844, Maison dans l'arrière-cour (huile sur toile 44 × 61 cm), Berlin, Alte Nationalgalerie[10].
- vers 1844, Faucon poussant un pigeon, Nationalgalerie, Berlin.
- 1845, Intérieur d'une chambre avec balcon dite aussi La salle à manger de Menzel, dans la Schoneberger Strasse 18, SMPK, Nationalgalerie
- vers 1845-46, Vue de la gare d’Anhalter au clair de lune, huile sur papier contrecollée sur bois, 46 × 35 cm, Winterthour, Musée Oskar Reinhart.
- 1846, Jardin du Prince Albert, Berlin. Staatliche Museum[46]
- 1846, Orage sur le mont Tempelhofer, Musée Wallraf Richartz, Cologne
- 1847, Salon avec la sœur de l’artiste, collection de l'état de Bavière, Munich
- 1847, Jeune garçon assis à une table, huile sur toile, 20 × 49 cm, Berlin, Staatliche Museum[30]
- 1847, Le Chemin de fer Berlin-Potsdam (la première représentation allemande d’un chemin de fer), Nationalgalerie, Berlin
- vers 1848 - Émilie, la sœur de l'artiste, endormie, Kunsthalle de Hambourg.
- 1848, Cage d'escalier éclairée la nuit, Essen, Folkwang Museum[47]
- 1848, Exposition des morts de mars (1848), inachevée, Kunsthalle de Hambourg
- vers 1849, La Pétition, Premier tableau de Frédéric le Grand, Nationalgalerie, Berlin[48]
- 1850, Table ronde de Frédéric II à Sanssouci, détruit pendant la seconde guerre mondiale
- 1850-52, Concert de flûte de Frédéric le Grand à Sanssouci, Nationalgalerie, Berlin
- 1850-56, Frédéric et les siens à la bataille de Hochkirch, détruit pendant la seconde guerre mondiale
- 1852, Mur de l'atelier, Alte Nationalgalerie, Berlin
- vers 1852, Messe matinale, Österreichische Galerie Belvedere, Vienne (Autriche)
- 1855, Tête d'ouvrier avec une casquette de pluie, Essen, Folkwang Museum[47]
- 1855-57, Rencontre de Frédéric II avec l'empereur Joseph II à Neisse en 1769, Alte Nationalgalerie, Berlin
- 1856, Le Théâtre du Gymnase, Nationalgalerie, Berlin
- 1858, Frédéric le Grand à Wrocław-Leśnica : « Bonsoir, Messieurs », pendant la bataille de Leuthen, Kunsthalle de Hambourg
- 1859-61, Frédéric le Grand s'adressant à ses généraux pendant la bataille de Leuthen, inachevé, Alte Nationalgalerie, Berlin
- 1861 Le Prince héritier Frédéric rend visite au prince Pesne sur un échafaudage (gouache sur papier 24 × 32 cm), Berlin , Nationalgalerie[27]
- 1862-65, Couronnement de Guillaume I à Könisberg, Nouveau Palais (Potsdam)
- 1863-1883, L’album pour enfants, collection de 44 petits formats à la gouache avec des thèmes adaptés aux enfants que Menzel a créés pour les deux enfants de sa sœur, Kupferstichkabinett Berlin
- 1867, Un soir au jardin des Tuileries, National Gallery, Londres
- 1869, Jour de semaine à Paris, Museum Kunstpalast, Düsseldorf
- 1870, Départ du roi Guillaume Ier pour l’armée le 31 juillet 1870, Alte Nationalgalerie, Berlin
- 1872, Intérieur d’une église, Luxembourg, Collection Bentinck Thyssen[49]
- 1872, Mur de l'atelier, Kunsthalle de Hambourg
- 1872-1875, La Forge (huile sur toile 158 × 254 cm), Berlin, Alte Nationalgalerie[29]
- 1875, Étude de la carte, Essen, Folkwang Museum[47]
- 1875, Promeneuse près de la fontaine dans le jardin des thermes à Kissingen, gouache, musée national de Varsovie
- 1876, Le Pied de l'artiste, huile sur carton, 39 × 34 cm, Berlin, Staatliche Museen[50]
- 1878, Le Bal du souper, Alte Nationalgalerie, Berlin
- 1880, Procession de la Fête-Dieu à Bad Hofgastein, Neue Pinakothek, Munich
- 1881, Le Laminoir, Berlin. Staatliche Museum[51]
- Le Sommeil du musicien, Russie[52].
- 1884, Piazza d’Erbe à Vérone, Galerie Neue Meister, Dresde
- 1885, Femme se promenant près de la fontaine des jardins de la station thermale de Kissingen, gouache sur papier, musée national de Varsovie.

### Dessins

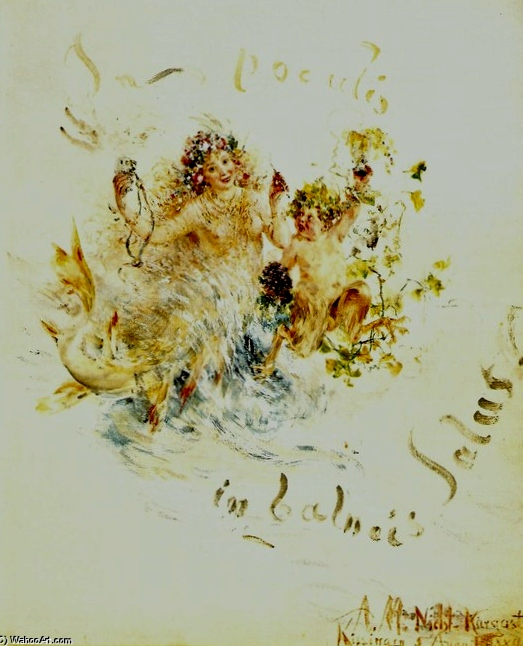
Frontispice du Livre d'or de la ville de Bad Kissingen peint par le "non curiste" Adolph Menzel le 5 août 1889.

- vers 1845, Lit défait, Kupferstichkabinett Berlin
- 1848, Le frère de Menzel, Richard, Collection Dr. Peter Nathan et Barbara Nathan, Zurich
- 1863-34, esquisses de portraits de 132 personnes pour le tableau du couronnement
- vers 1866, Fantaisies d'armurerie, 20 feuilles d'armures et d'armes médiévales
- 1872-74, environ 100 croquis pour La Forge
- 1873, Portraits de cadavres
- 1875, Soirée chez Frau von Schleinitz
- 1889, Kurhausstrasse à Kissingen après un orage, Kupferstichkabinett, Berlin
- 1908-1912, L'armée de Frédéric le Grand en uniforme, Berlin (réimpression Weltbild, Augsbourg 2005,  (ISBN 3-8289-0523-4) )

### Illustrations de livres
- 11 lithographies à la plume et à l'encre pour le poème de Goethe par l'artiste Erdenwallen, 1833, publié à Berlin en 1833
- Franz Theodor Kugler : Histoire de Frédéric le Grand. Dessiné par Adolf Menzel . JJ Webersche Buchhandlung, Berlin 1842, édition numérique 1856 de la Bibliothèque universitaire de Trèves, édition ultérieure par Hermann Mendelssohn, Leipzig 1856, urn   (incl. Texte).
- 436 lithographies à la plume et à l'encre pour L'Armée en uniforme de Frédéric le Grand, commencées en 1842, publiées à Berlin en 1857
- 200 gravures sur bois sur les œuvres de Frédéric le Grand, 1843–1846, Bibliothèque universitaire de Trèves.
- 30 illustrations gravées sur bois pour une édition anniversaire de The Broken Pitcher de Heinrich von Kleist, 1876–1877, publié à Berlin, Hofmann & Co., 1877
- Album deutscher Dichter / Mit 36 Original-Zeichnungen deutscher Künstler, als: A. v. Schroeter, J. B. Sonderland, Theod. Hosemann, A. Menzel, v. Kloeber, F. Holbein, Rosenfelder u. a. m., Hofmann, Berlin 1848
- Friedrich Bodenstedt (éd. ): Album deutscher Kunst und Dichtung. Mit Holzschnitten nach Originalzeichnungen der Künstler, ausgeführt von R. Brend'amour, Grote, Berlin 1867

### Correspondance
- Claude Keisch (éd. ), Marie Ursula Rieman-Reyher (éd. ), Kerstin Bütow, Brita Reichert : Lettres. 1830–1905[53]. 4 volumes, Deutscher Kunstverlag, Berlin, Munich 2009,  (ISBN 978-3-422-06740-0) .

## Hommages

### Rues et places

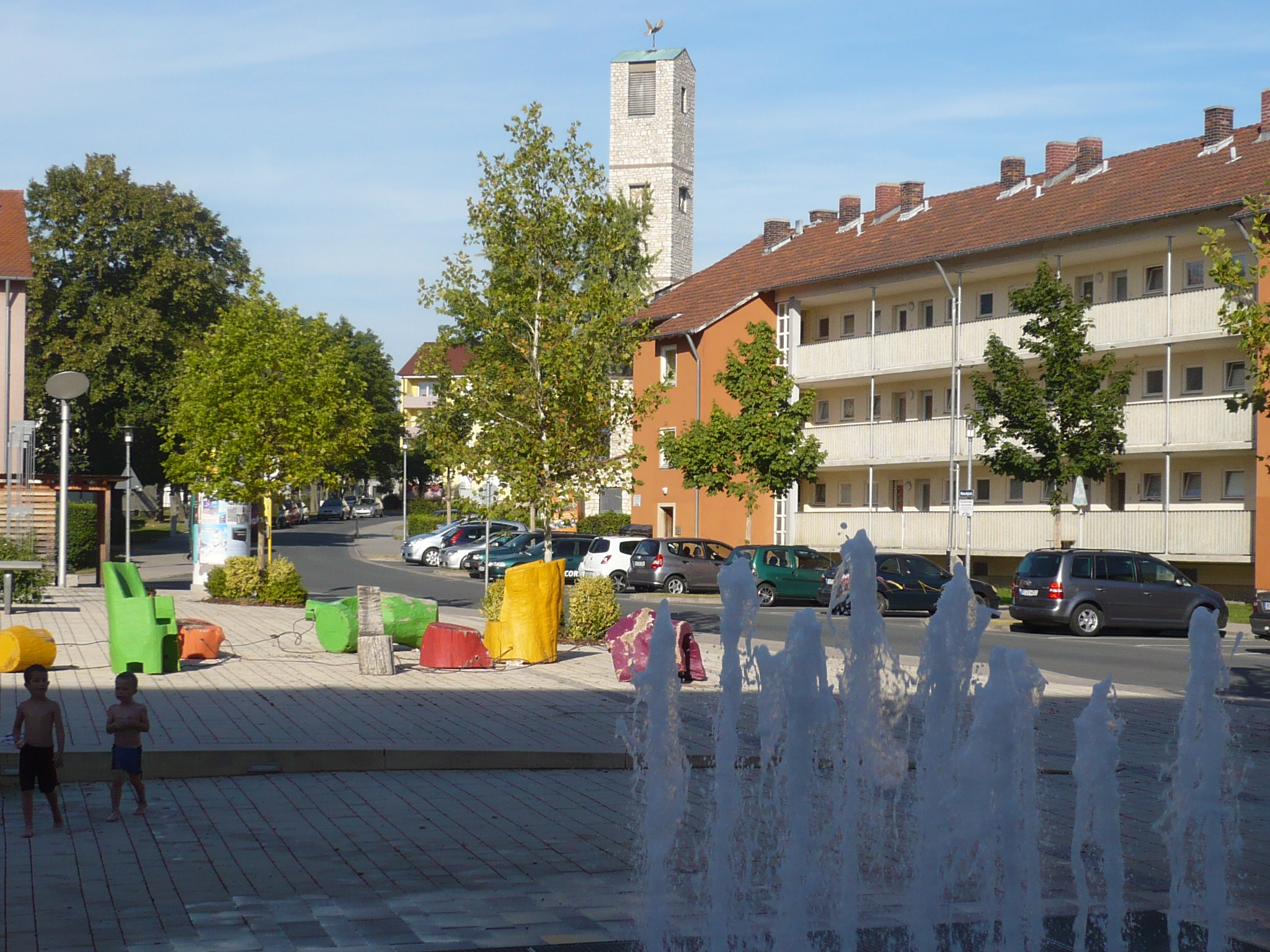
Menzelplatz à Bayreuth.

- Menzelstrasse depuis le 12 janvier 1892 (Berlin-Schöneberg)
- Menzelstraße depuis 1898 (Berlin-Grunewald)
- Menzelplatz (aujourd'hui : Leo-Blech-Platz), du 15 juin 1906 au 20 juillet 1959 (Berlin-Grünewald)
- Menzelstrasse depuis le 23 août 1918 (Berlin-Mahlsdorf)
- En Allemagne, il y a 80 rues nommées Menzelstrasse [54], neuf rues nommées Adolf-Menzel-Strasse [55] et quatre nommées Adolph-von-Menzel-Strasse.
- À Bayreuth, une place porte le nom de Menszel[56]

### Monnaies et timbres (sélection)

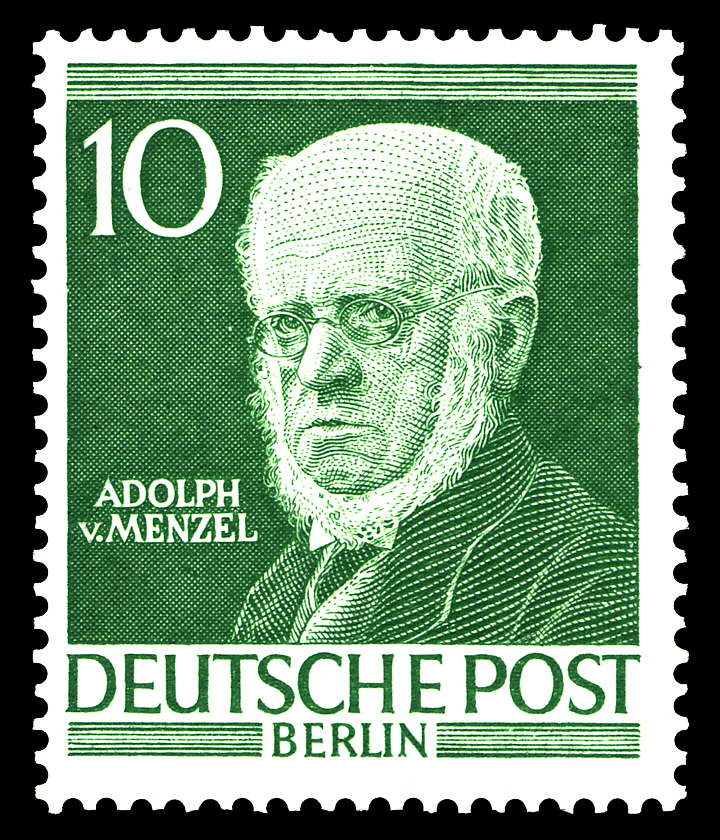
DBPB 1952 95 Adolph Menzel.

Ont été émis basé sur des œuvres de Menzel ou avec des portraits de sa personne :
- Ville hanséatique de Lübeck, depuis 1835 : pièce commémorative Bene Merenti, d'après un dessin de Menzel
- 1885 : médaille Portrait par Gustav Eberlein, bronze, pour 'anniversaire de ses 70 ans
- Académie des arts de Berlin, 1895 : médaille portrait par Reinhold Begas, bronze, pour l'anniversaire de ses 80 ans
- médaille portrait non datée, par Josef Kowarzik, argent
- 1905 : médaille à son effigie d'Albert Moritz Wolff, argent, à la mort de Menzel
- Deutsche Reichspost, 1933 : Frédéric le Grand d'après un motif de Menzel, timbres de 6, 12 et 25 Pfennig, pour la séance d'ouverture du nouveau Reichstag
- Deutsche Post Berlin, 1952 : portrait, timbre de la série Les hommes de l'histoire de Berlin
- Deutsche Post de la RDA, 1965 : portrait, timbre pour le 150e anniversaire de Menzel
- Deutsche Bundespost Berlin, 1969 : Schuster, timbre de la série Berlinois du XIXe siècle
- RDA, 20 juin 1980 : portrait, pièce commémorative de 5 marcs, pour le 75e anniversaire de la mort de Menzel
- Deutsche Bundespost Berlin, 1986 : Concerto pour flûte, timbre du 200e anniversaire de la mort du roi Frédéric le Grand
- République fédérale d'Allemagne, 2012 : La Chambre du balcon, timbre de la série Peinture allemande

### Autres
Le navire Adolf c. Menzel a été nommé en 1904 d'après le peintre et a porté ce nom pendant 90 ans.
Il a une tombe d'honneur au Cimetière de la Trinité (division II), champ OM, G1 .
Il existe un Menzellinde à Schönefeld (Leipzig).
À partir de 1885, le jour de l'anniversaire de Menzel, la Université des arts de Berlin décerne le prix Adolf Menzel de la Dr. Fondation Adolf Menzel.
Le Berliner Illustrirte Zeitung a décerné le prix Menzel vers 1900.

## Portraits de Menzel (sélection)

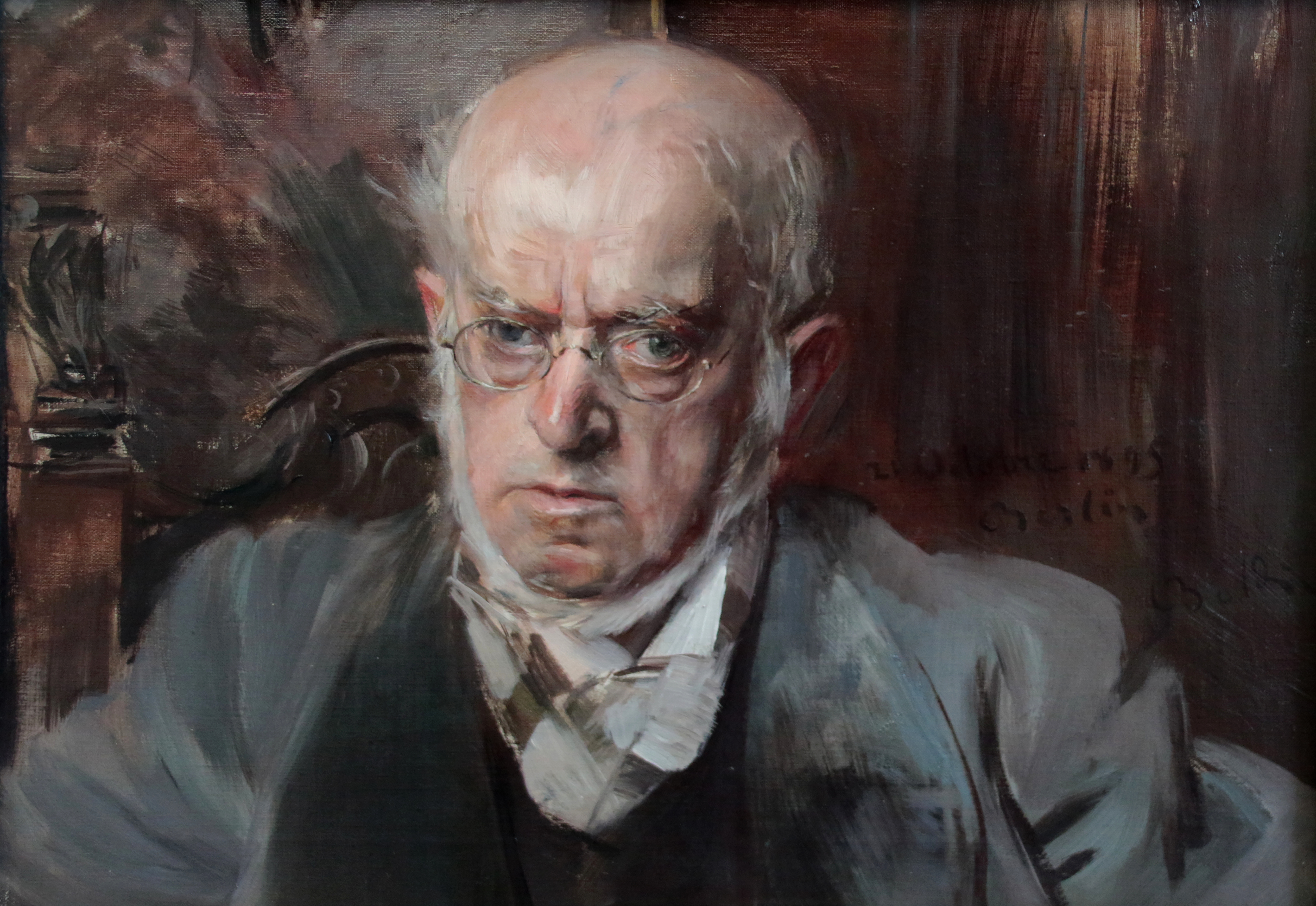
Giovanni Boldini, Portrait d'Adolf Menzel (1895), Alte Nationalgalerie, Berlin.

- Friedrich Eduard Meyerheim, vers 1839, peinture à l'huile sur toile, 42,7 × 36,6 cm, Musées d'État de Berlin.
- Giovanni Boldini, 1895, peinture à l'huile sur toile, 41 × 54,5 cm, Musées d'État de Berlin[59].
- Karl Stauffer-Bern, Collections nationales de Dresde (SKD), Kupferstich-Kabinett[60].
- Buste de Reinhold Begas, vers 1875/1876, marbre de Carrare teinté ; 66 × 63 × 45 cm ;  Musées d'État de Berlin[61].
- Représentation au premier plan à droite de l'œuvre d'Anton von Werner L’Inauguration du monument Richard Wagner (1er octobre 1903), 1908, huile sur toile, 2,30 × 2,80 m, peinture murale pour la villa de Ludwig Leichner à Dahlem, Berlinische Galerie Werner.

## Expositions (sélection)
- Rembrandt & Menzel. Meister der Druckgraphik im Berliner Kupferstichkabinett (Rembrandt et Menzel. Maître des estampes dans le cabinet des estampes de Berlin), exposition au Kupferstichkabinett à la Gemäldegalerie (Berlin), Musées d'État de Berlin, 1er octobre 2019 au 5 janvier 2020.
- Menzel. Maler auf Papier. (Menzel. Peintre sur papier), exposition au Kupferstichkabinett Berlin, Musées d'État de Berlin, 20 septembre 2019 au 19 janvier 2020.
- Ich. Menzel. Zum 200. Geburtstag., Pour le 200e anniversaire, Musée de la Marche de Brandebourg, du 3 décembre 2015 au 28 mars 2016.
- Menzels Soldaten. Bilder vom Krieg(Les soldats de Menzel. Des images de la guerre) Kupferstichkabinett de la Alte Nationalgalerie, 14 octobre 2014 au 18 janvier 2015.
- … den alten Fritz, der im Volke lebt. Das Bild Friedrichs des Großen bei Adolph Menzel. (... le vieux Fritz, qui vit parmi le peuple. L'image de Frédéric le Grand par Adolph Menzel), Alte Nationalgalerie, Berlin, 23 mars au 24 juin 2012.
- Adolph Menzel – Der Harz, Thüringen und Nordhausen. (Adolph Menzel - Les montagnes du Harz, Thuringe et Nordhausen), première présentation de L'Album pour enfants en Thuringe, Kunsthaus de Meyenburg, du 8 août au 7 novembre 2010.
- Adolph Menzel radikal real. (Adolph Menzel radicalement réel), Kunsthalle de la Hypo Cultural Foundation à Munich, 16 mai au 31 août 2008.
- Menzel und Berlin – Eine Hommage. (Menzel et Berlin – Un hommage), Kupferstichkabinett Berlin, du 11 mars au 5 juin 2005.
- Adolph Menzel 1815-1905. Das Labyrinth der Wirklichkeit (Adolf Menzel 1815-1905. Le labyrinthe de la réalité), galerie nationale de l'Altes Museum, Berlin, du 7 février au 11 mai 1997[62].
- Menzel – der Beobachter (Menzel - l'Observateur) Kunsthalle de Hambourg, du 22 mai au 25 juillet 1982[63].
- Adolph Menzel. Realist – Historist – Maler des Hofes (Adolf Menzel. Réaliste - historien - peintre de la cour), peintures, gouaches, aquarelles, dessins et estampes de la collection Georg Schäfer, Schweinfurt et de la galerie d'art de Kunsthalle de Brême, complétées par les fonds de la Kunsthalle de Kiel et du Museumsquartier Sainte-Anne de Lübeck, exposition à la galerie d'art de Kiel du 8 avril au 8 juin 1981 (par la suite : Kunsthalle Bremen, musée d'art et d'histoire culturelle de la ville de Lübeck, ancien hôtel de ville de Schweinfurt, collections d'art municipales d'Augsbourg)[64].

## Filmographie
- Adolph von Menzel – Der unbestechliche Blick (Adolph von Menzel - Le regard incorruptible), film documentaire, Allemagne, 2003, 43 min 20 s, écrit et réalisé par Angelika Lizius, caméra : Christoph Castor, production : Bayerischer Rundfunk, série : Galerie der Meister, Faszination Kunst, Inhaltsangabe von ARD-alpha, (mémento de décembre 2015 dans l'archive web archive.today).
- Adolph von Menzel: Das Flötenkonzert (1850–1852). Alte Nationalgalerie Berlin (Adolph von Menzel : Le Concerto pour flûte (1850-1852). Ancienne Galerie Nationale de Berlin), interprétation d'images, FR Allemagne, 1985, 10 min, texte : Karlheinz Nowald, mise en scène : Reiner E. Moritz, production : RM Arts, WDR, série : 1000 Meisterwerke.

## Galerie

Œuvres d'Adolph von Menzel.
Émilie, la sœur de l'artiste, endormie (vers 1848), Kunsthalle de Hambourg.
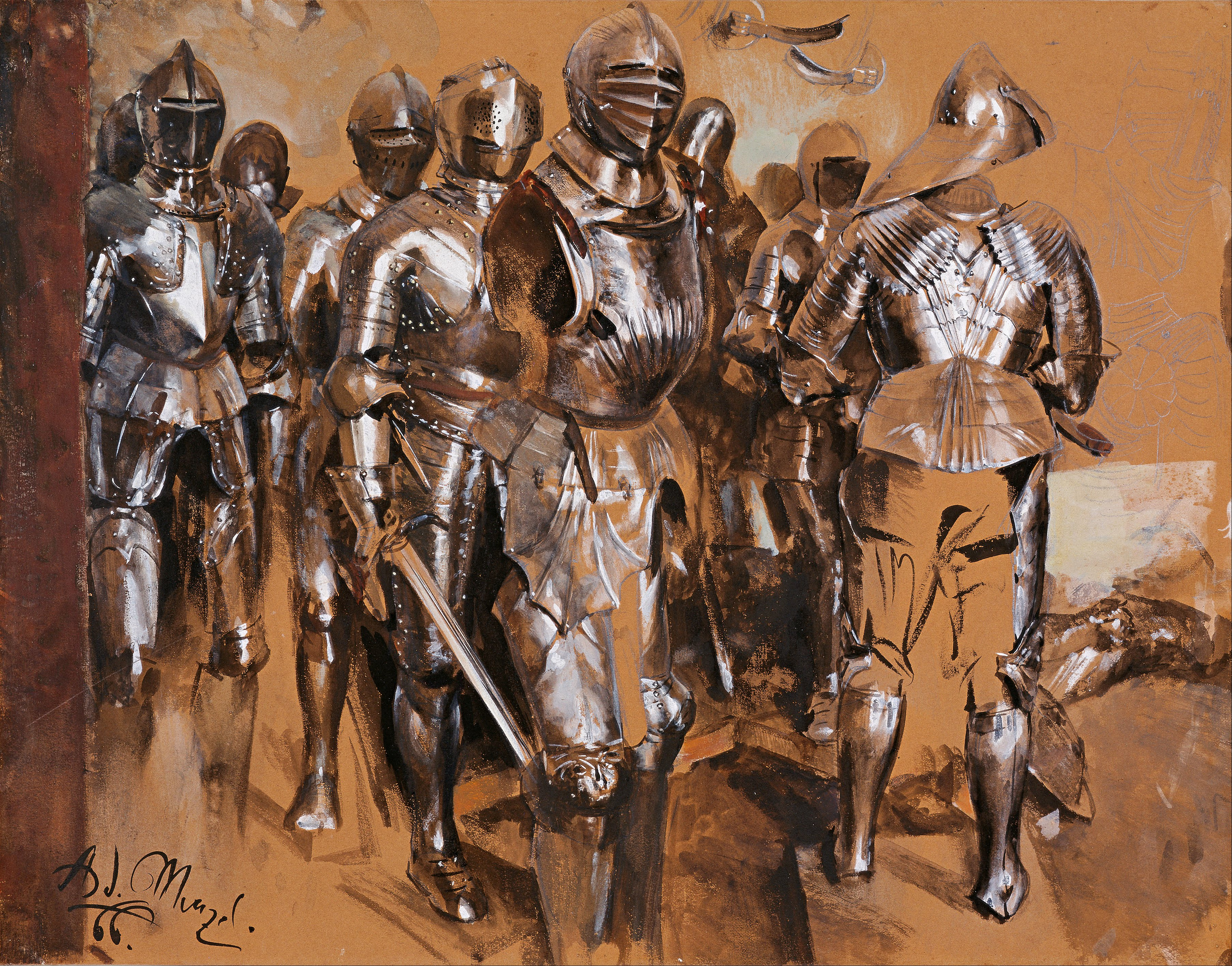
Fantaisies de salle d'armes (1866), Vienne, Albertina.
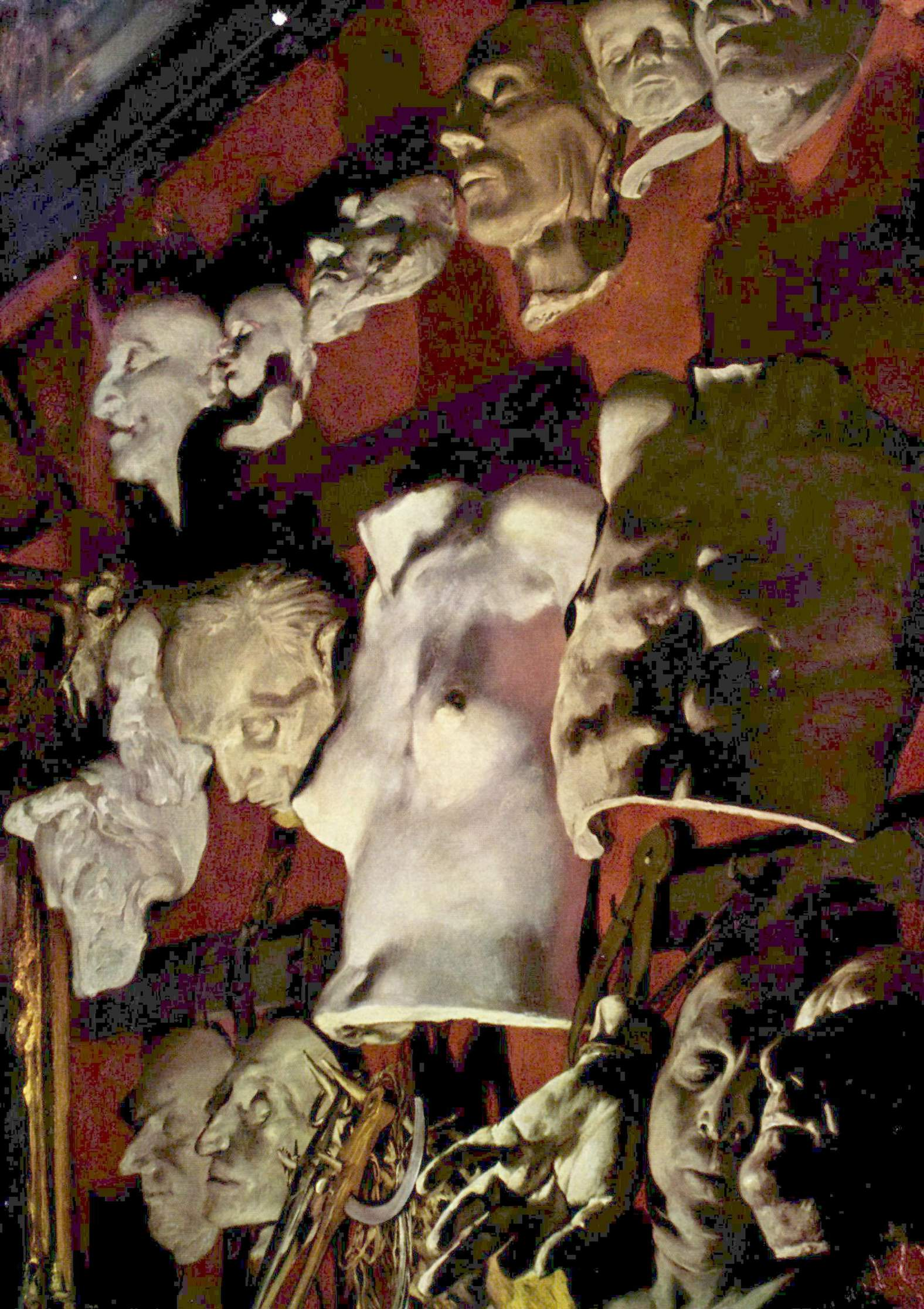
Mur d'Atelier (1872), Kunsthalle de Hambourg.
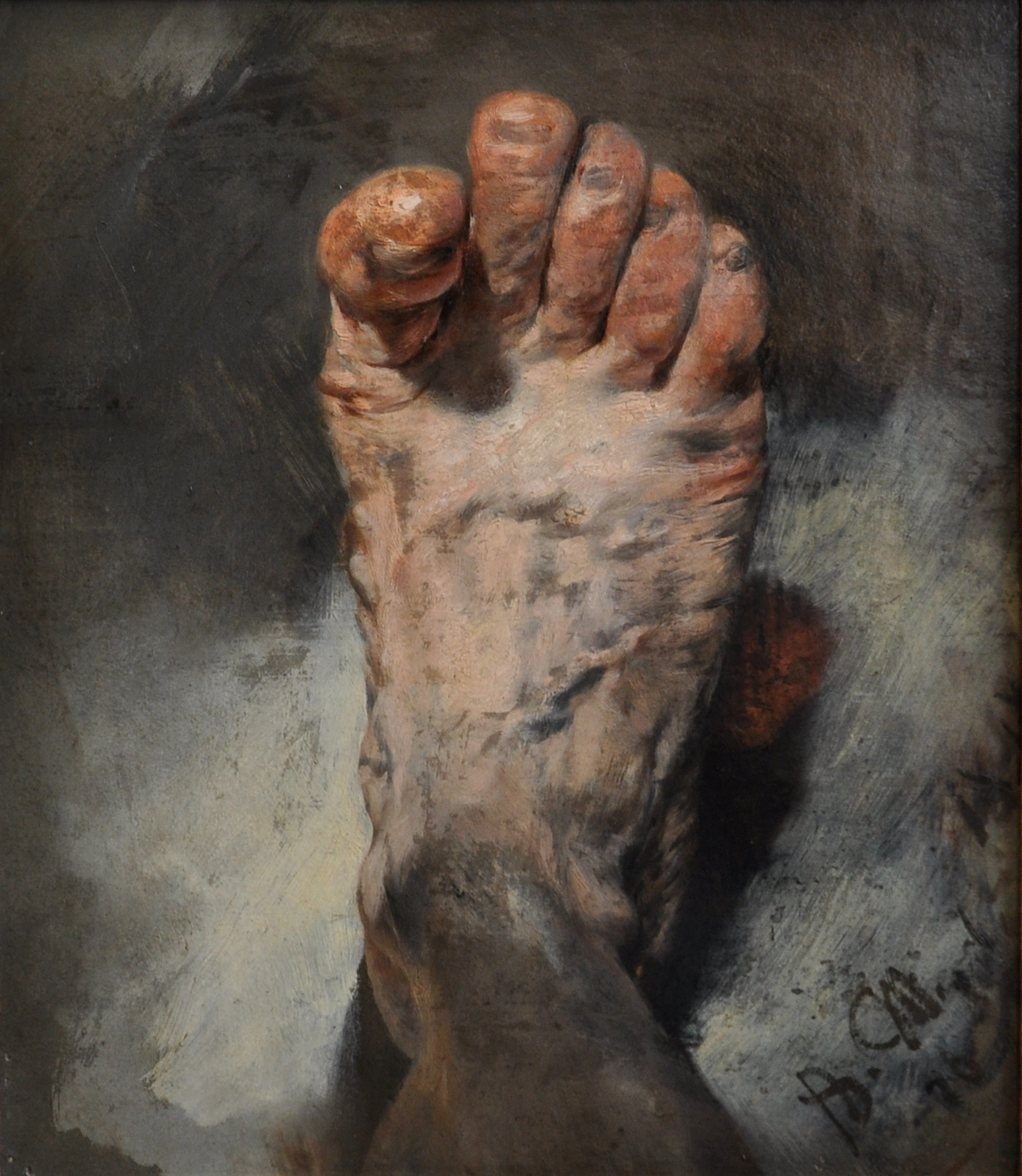
Le Pied de l'artiste (1876), Berlin, Alte Nationalgalerie.
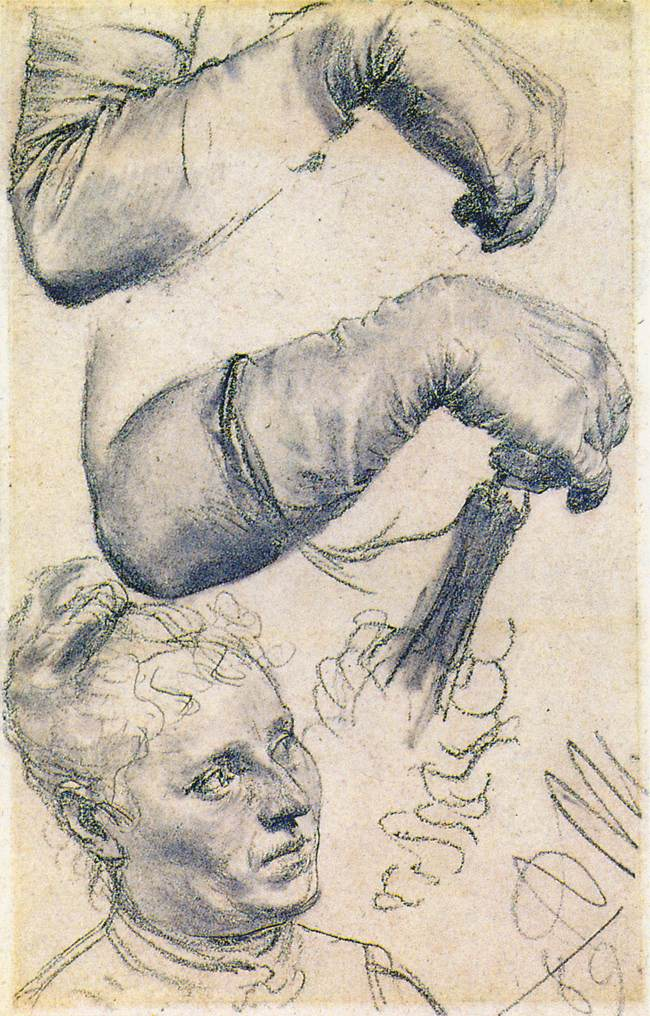
Étude de femme avec éventail, Cologne, Wallraf-Richartz Museum.
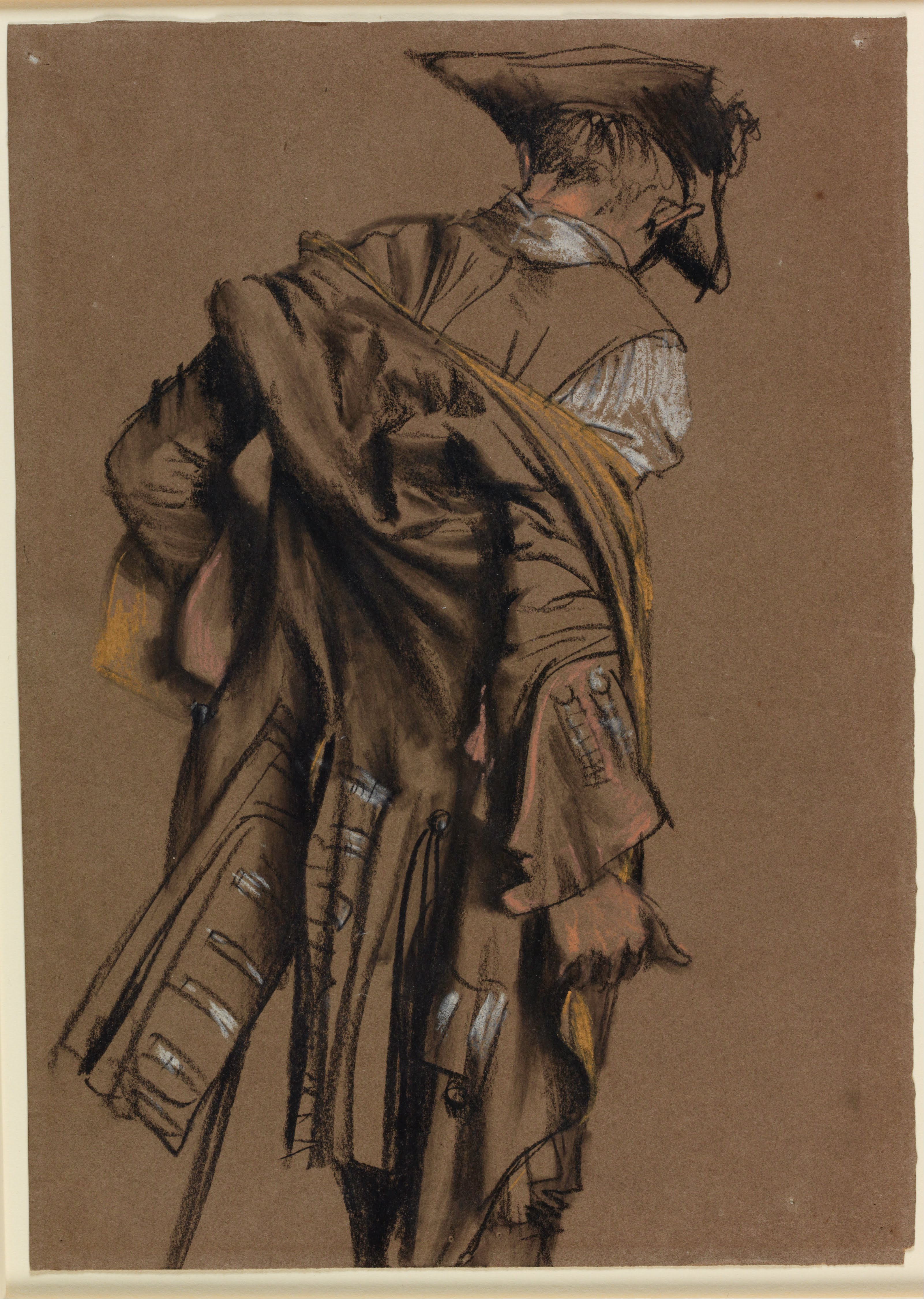
Modèle vu de dos, enfilant un uniforme du XVIIIe siècle, Université Stanford, Iris & B. Gerald Cantor Center for Visual Arts.